# Misiones franciscanas de la Sierra Gorda de Querétaro
Las misiones franciscanas de la Sierra Gorda de Querétaro en México, son cinco misiones construidas entre 1750 y 1760, la fundación de las misiones es atribuida a Junípero Serra, quién también fundó las más importantes misiones de California. Fueron declaradas Patrimonio de la Humanidad por la Unesco en el año 2003.
Son muestra de una unidad arquitectónica y estilística con una pintura al temple que es uno de los mejores ejemplos del barroco popular novohispano. Según los criterios a los que se refiere la inscripción de la Unesco como Patrimonio de la Humanidad, las misiones son testimonio del importante intercambio de valores durante el proceso de colonización, tanto del centro y norte de México, como del oeste de lo que actualmente ocupa el territorio de Estados Unidos.

## Región

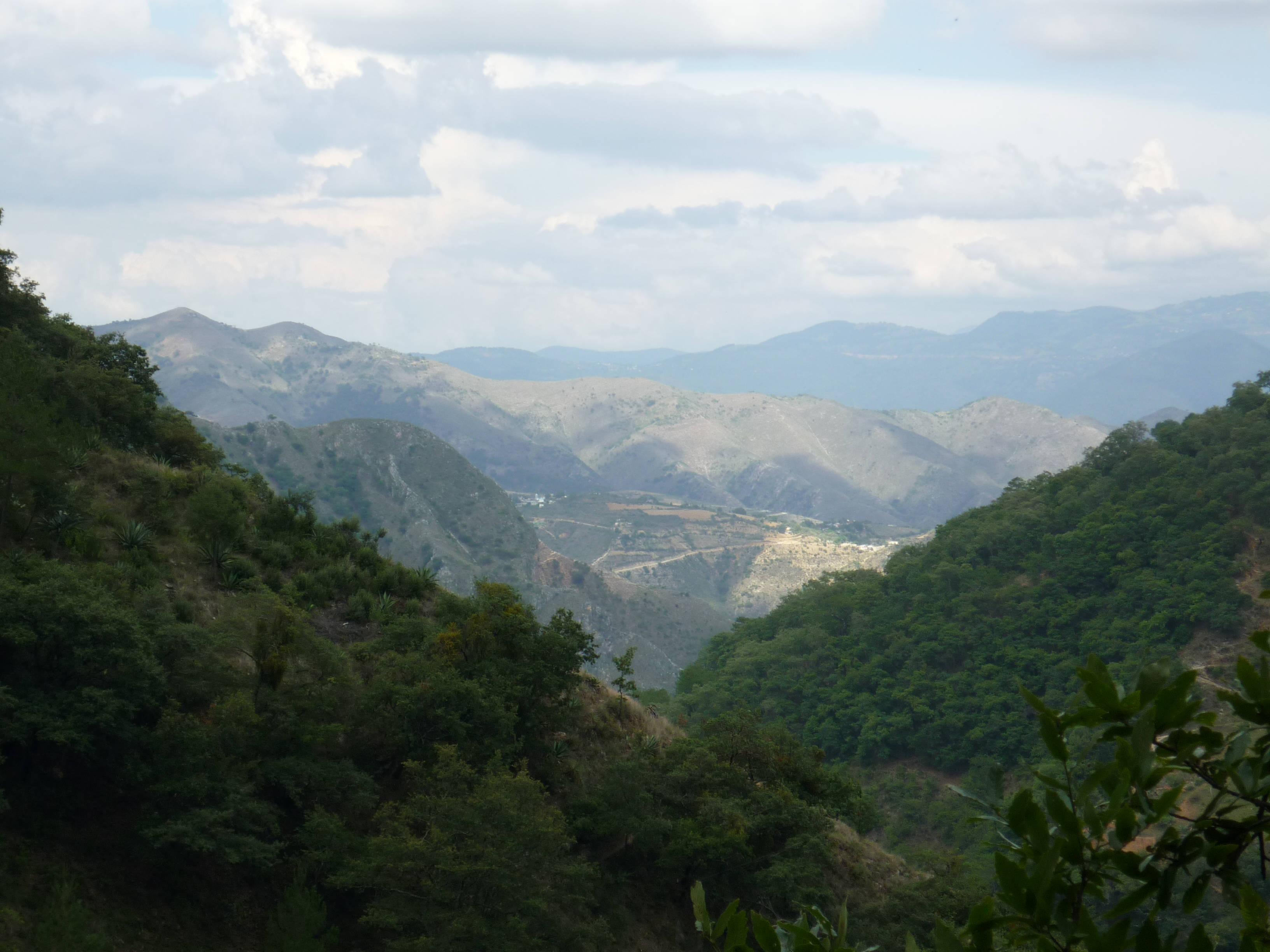
Vista panorámica de la Sierra Gorda.

La Sierra Gorda es una región ecológica, se encuentra en la parte norte del estado de Querétaro y se extiende hasta los vecinos estados de Guanajuato, Hidalgo y San Luis Potosí. La región está en una rama de la Sierra Madre Oriental y consiste de una serie de cadenas montañosas que corren de norte a sureste. Dentro de Querétaro, el ecosistema se extiende desde el centro del estado a partir de partes territoriales de los municipios de  San Joaquín y Cadereyta de Montes y el territorio completo de los municipios de Peñamiller, Pinal de Amoles, Jalpan de Serra, Landa de Matamoros y Arroyo Seco, para un total de 250 km² de territorio.
La Sierra Gorda se caracteriza por un terreno muy accidentado, que incluye cañones y escarpadas montañas. Las altitudes varían desde unos 300 metros sobre el nivel del mar en el Río Santa María Canyon en Jalpan a 3100 m s. n. m. en el Cerro de la Pingüica en Pinal de Amoles. Los micro-ambientes de la región van desde los bosques de coníferas y encinos, en su mayoría se encuentran en las cimas de las montañas, y plantas de plátano y caña de azúcar en los cañones más profundos. En el lado este, hay bosques de hojas caducas. En el lado oeste, bordeando la Mesa del Centro, existen las condiciones desérticas y semi-desierto, con una variedad de cactus y matorrales áridos.

## Fundación

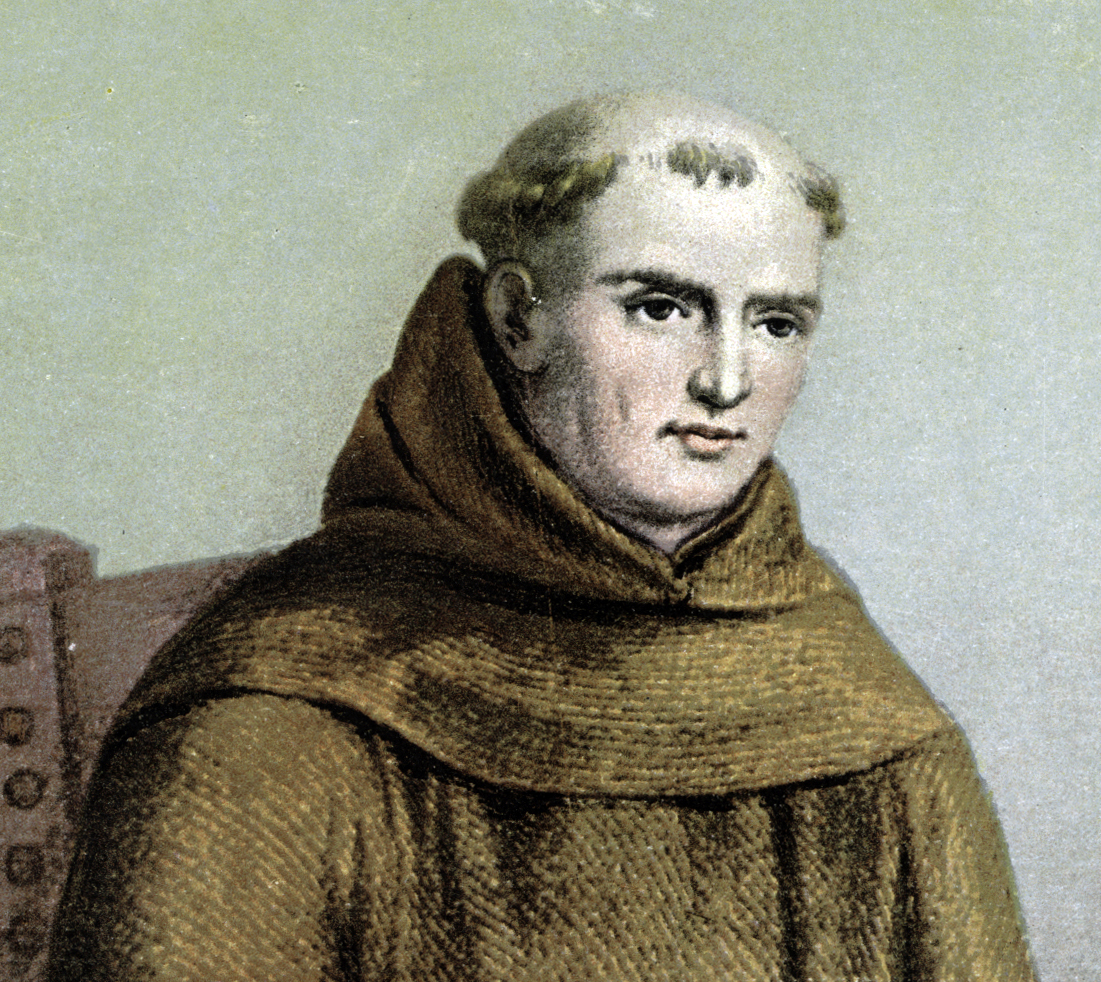
Junípero Serra, a quien se le atribuye la construcción de las misiones.

Aunque la misión de Jalpan fue fundada en 1750 antes de que Junípero Serra llegara a la región, a él se le da crédito por la construcción de las cinco misiones principales de la zona y por completar la evangelización de la población local. En realidad, las misiones fueron construidas por los pame, bajo la dirección de varios frailes franciscanos entre ellos, José Antonio de Murguía en San Miguel Conca, Juan Crispi en Tilaco, Juan Ramos de Lora en Tancoyol y Miguel de la Campa de Landa.
Sin embargo, la visión para la construcción de las misiones era de Serra, como él se imaginaba una especie de utopía basada en los principios franciscanos, Serra puso una firme actitud misional que consistió en el acompañamiento y la comprensión de su problemática social, en el conocimiento de su hambre y de su lengua; Serra fundó cooperativas, apoyó y fortaleció sus capacidades de organización y producción, motivó el reparto de tierras e impuso las tareas doctrinales en lengua pame. Se trató de una tarea misional de grandes dimensiones y profundas consecuencias desde el punto de vista humano y cuyos resultados son hoy apreciables en el sincretismo barroco que exhibe en el conjunto de la misiones.

## Historia

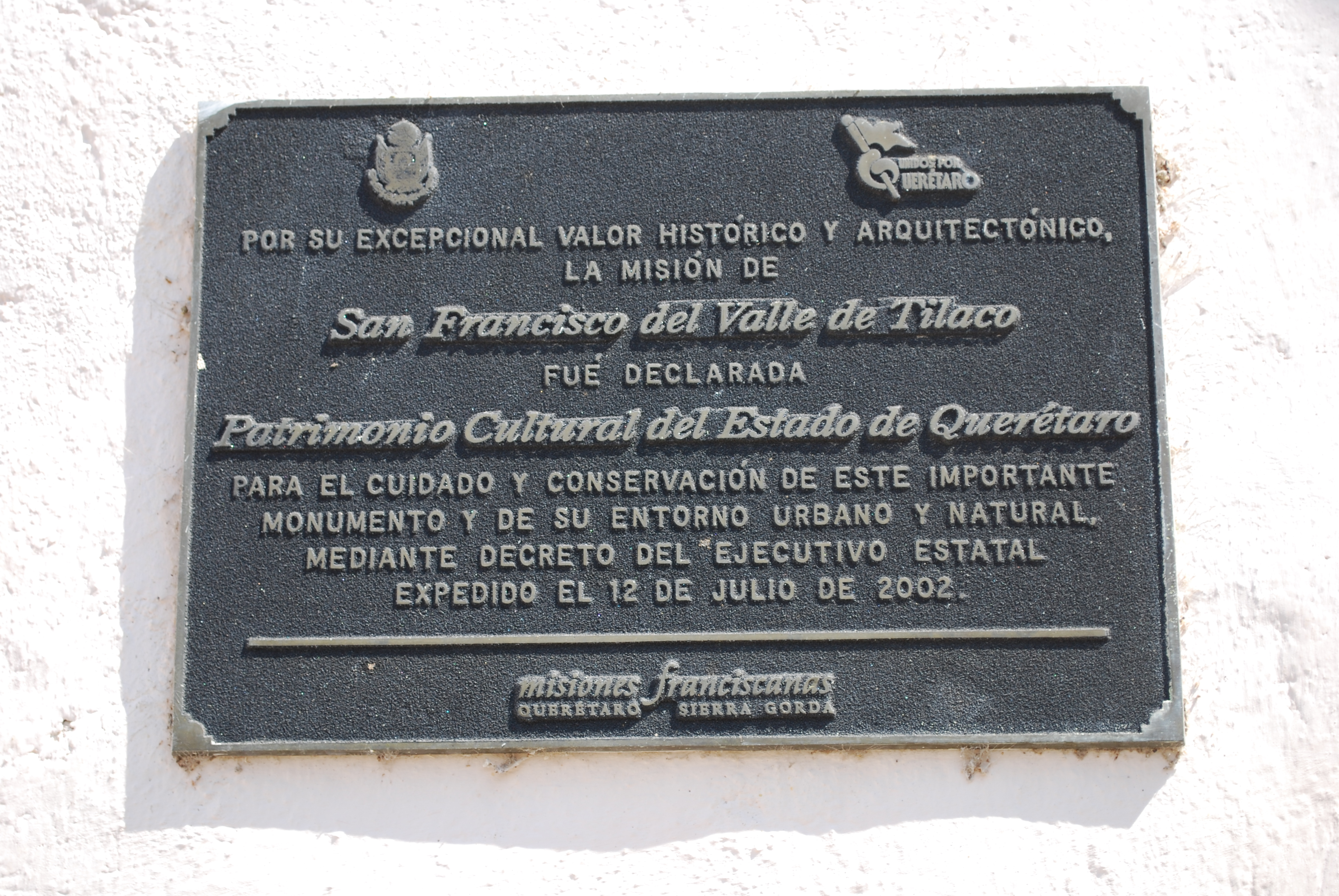
Placa dada por el Gobierno de Querétaro en 2002 que reconoce a las misiones franciscanas como patrimonio cultural del estado de Querétaro.

Existieron edificios en esta zona durante el período Preclásico mesoamericano; entre los siglos VI y X estas ciudades habían sido abandonadas, mucho antes de la llegada de los conquistadores españoles en el siglo XVI. En esa época, los pueblos indígenas de la región eran cazadores nómadas, como los pames, guachichiles y jonaz, que por lo general se conocen como chichimecas. Además, también hubo grupos de otomíes y huastecos. Los conquistadores españoles no pudieron dominar por completo el centro en lo que hoy es Querétaro; esto es debido a lo accidentado del terreno y una feroz resistencia, sobre todo por el pueblo jonaz.
Durante los siglos XVI y XVII, hubo intentos de evangelizar la región por los agustinos, franciscanos y dominicos. Sin embargo, en casi todos los lugares la construcción de las misiones no se realizaron o fueron destruidas poco después por las comunidades indígenas. El ejemplo más conocido es el de la comunidad de Puerto de Tejamanil en el municipio de Pinal de Amoles, la misión fue fundada en 1797 por el franciscano Juan Soriano Guadalupe para la evangelización de la población local, la misión de la Purísima Concepción de Bucareli que nunca se terminó, y sólo se pudo construir una parte del monasterio y de la Iglesia.
En 1740, el gobierno colonial decidió exterminar la resistencia indígena en la región para asegurar las rutas comerciales de Guanajuato y Zacatecas. Esto fue logrado por José de Escandón, cuya expedición culminó en la Batalla de la Media Luna, donde pudo derrotar a los jonaz y ximpeces. La pacificación militar de la zona por José de Escandón fue en 1740 y permitió la construcción de las misiones permanentes en el corazón de la Sierra Gorda. Sin embargo, las cinco misiones franciscanas acreditadas a Junípero Serra fueron construidas en el territorio pame, ya que estas personas tenían más aceptación de la dominación española. Los españoles decidieron quemar las aldeas de origen pame y mover a la población en torno a las misiones para un mejor control. La colocación de las misiones tuvo el propósito de dividir el corazón de la Sierra Gorda y para abrir caminos en San Luis Potosí.
Junípero Serra pasó ocho años en el proyecto de construcción de las misiones hasta 1770, cuando una serie de hechos históricos, incluyendo la expulsión de los jesuitas, obligó al abandono de las misiones. Serra se trasladó a California. Desde entonces y hasta finales del siglo XX, los complejos han sufrido abandono, deterioro y daños; especialmente durante la Revolución Mexicana.

### Declaración como Patrimonio de la Humanidad

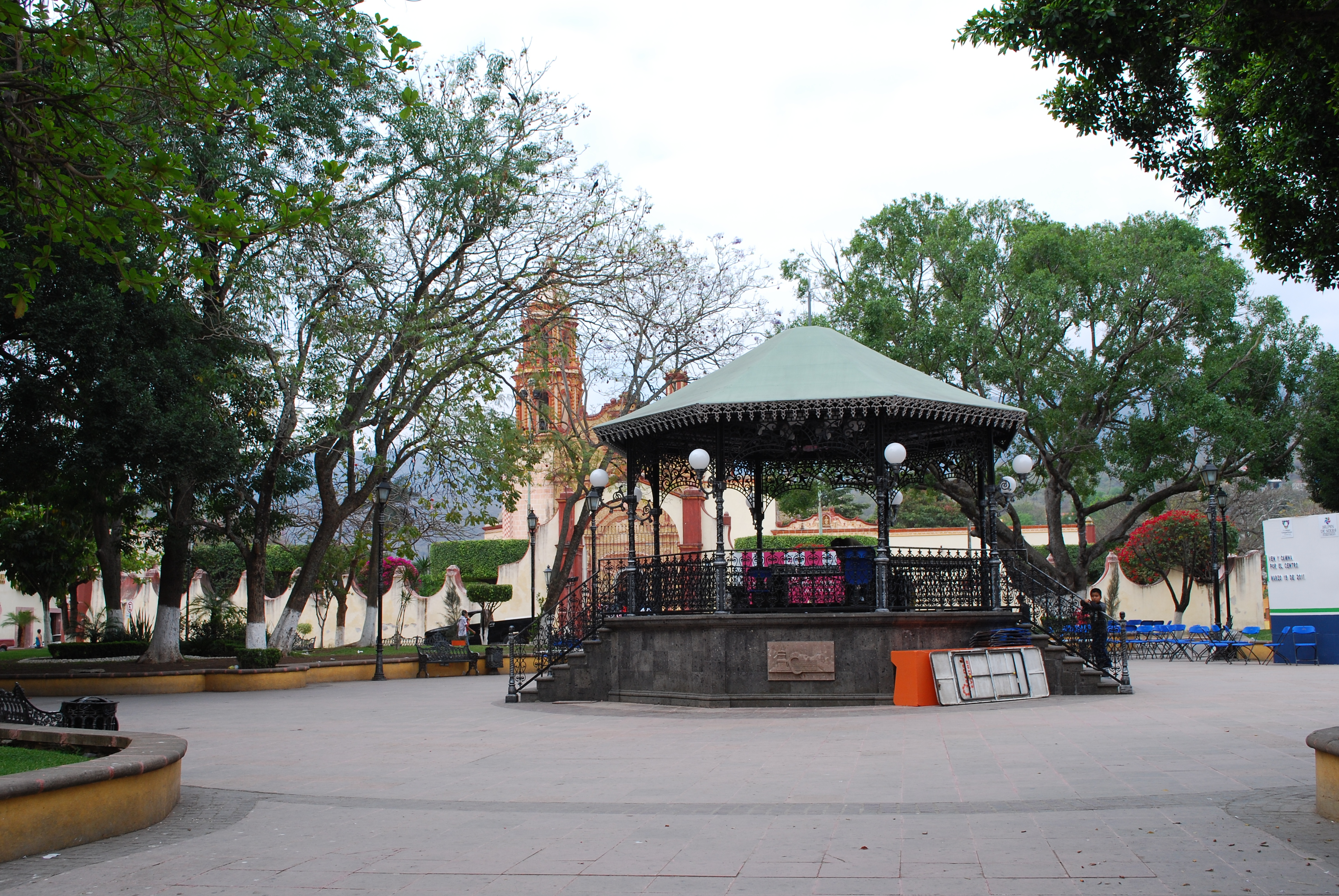
Plaza principal del poblado de Jalpan, sitio considerado pueblo mágico.

En la década de 1980, un grupo de la oficina de Xilitla del INAH se perdió en la zona y se encontró con una de las misiones por lo que las obras de restauración de la estructura y el exterior de las iglesias se inició. Entre 1991 y 1997, se llevó a cabo el trabajo interior en los altares, coros, órganos y pinturas. Más trabajo fue patrocinado entre 1997 y 2002, el trabajo se realizó en las plazas y monumentos de los alrededores. Los gastos de restauración de la misión de Tancoyol fueron tan sólo de más de tres millones de pesos mexicanos para el año de 2008. El esfuerzo de inscribir las misiones como Patrimonio de la Humanidad comenzó en el año 2000 por un grupo de intelectuales mexicanos, entre ellos Miguel León Portilla. El esfuerzo duró dos años y medio, pero finalmente, en 2003, se añadió durante la 27.ª reunión del Comité del Patrimonio Mundial. De acuerdo con la UNESCO:
Las iglesias franciscanas de este sitio fueron edificadas a mediados del siglo XVIII, durante la última fase de la evangelización del interior de México y se convirtieron en un elemento de referencia para la prosecución de la evangelización en California, Arizona y Tejas. Sus fachadas ricamente ornamentadas ofrecen un interés particular porque son un ejemplo de la labor creadora conjunta de los indios y los misioneros. Los poblados rurales creados en las cercanías de la misiones han conservado su carácter autóctono.

## Arquitectura

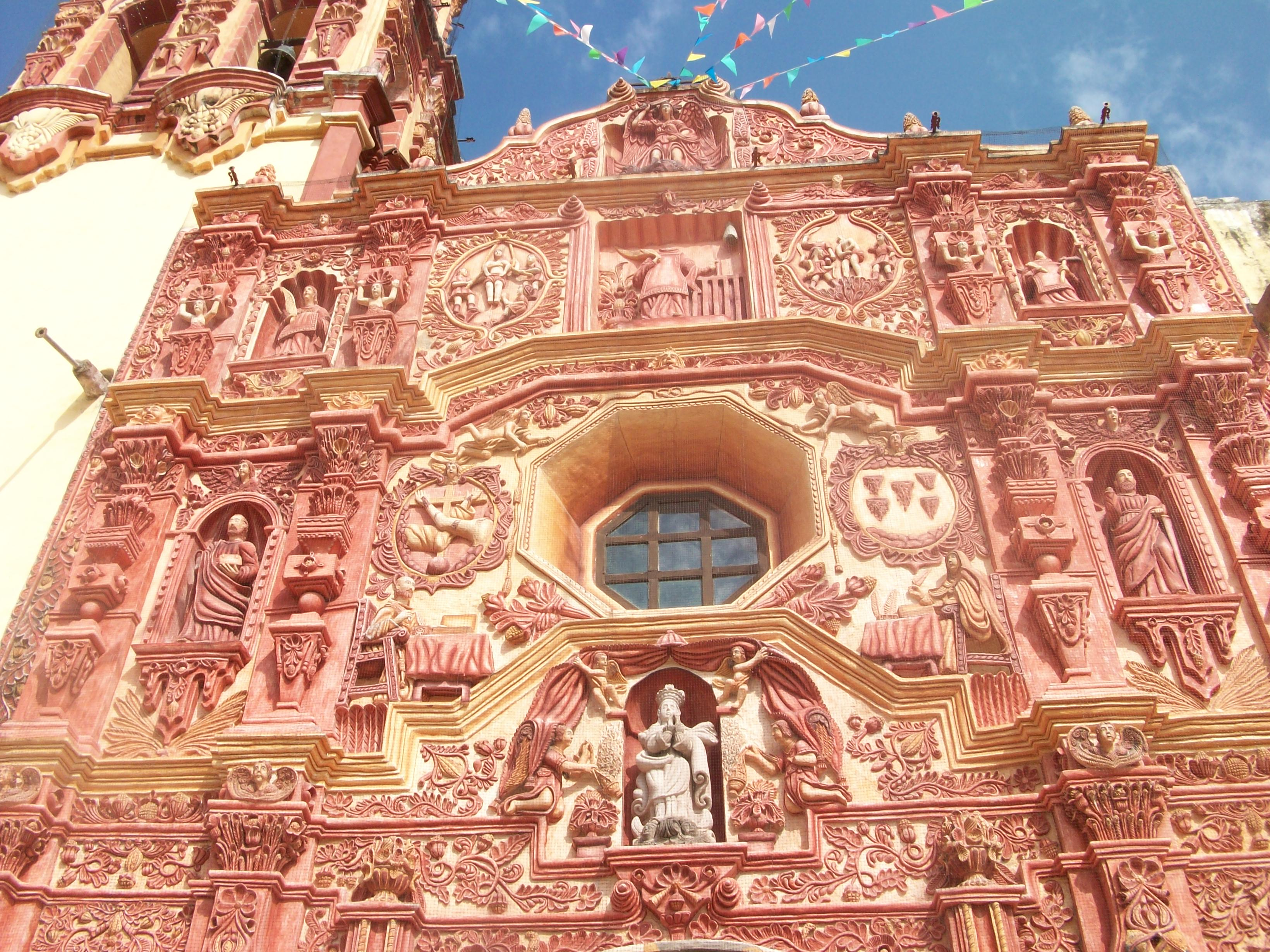
Fachada de la Misión de Santa María del Agua de Landa.

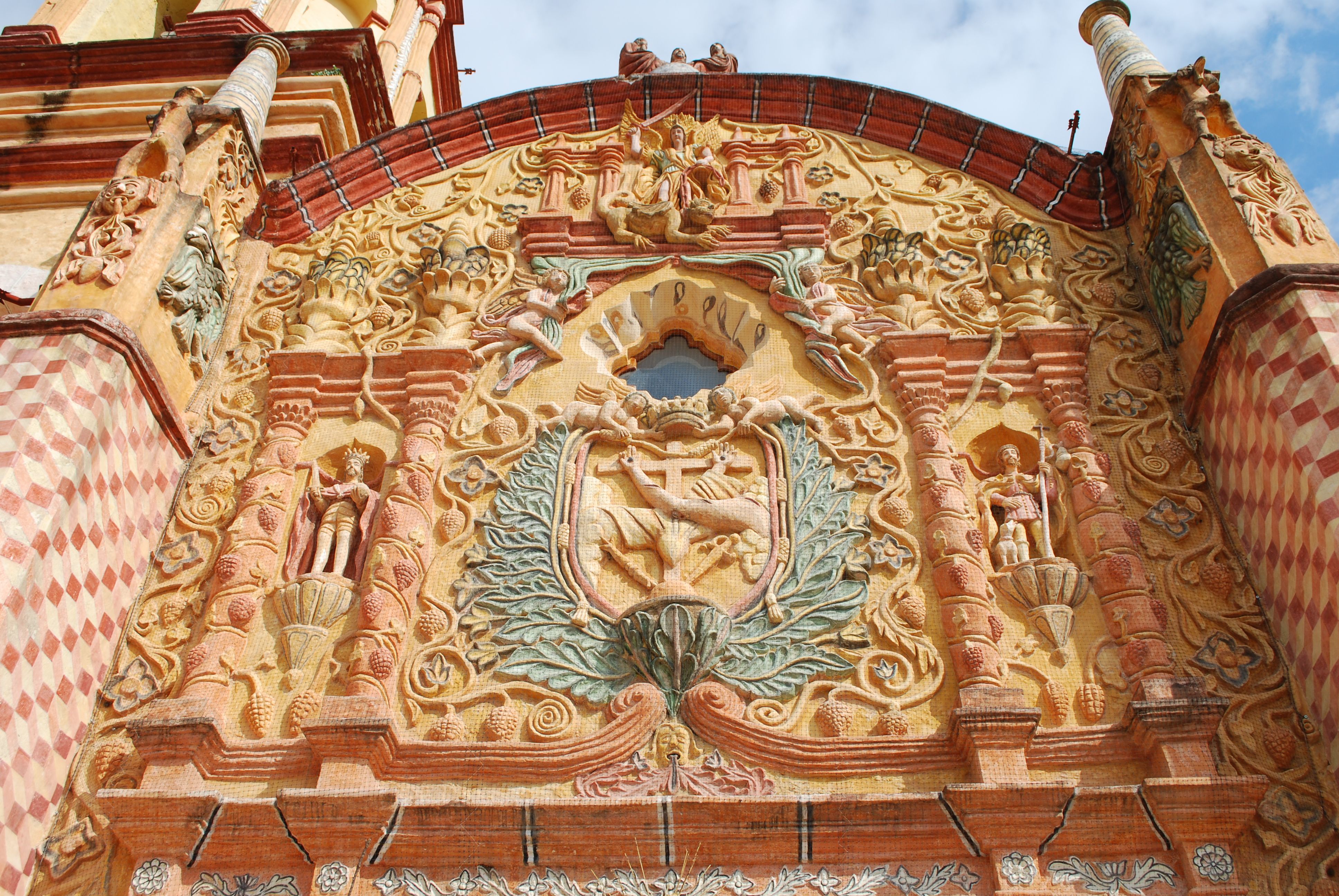
Fachada de la Misión de San Miguel Concá.

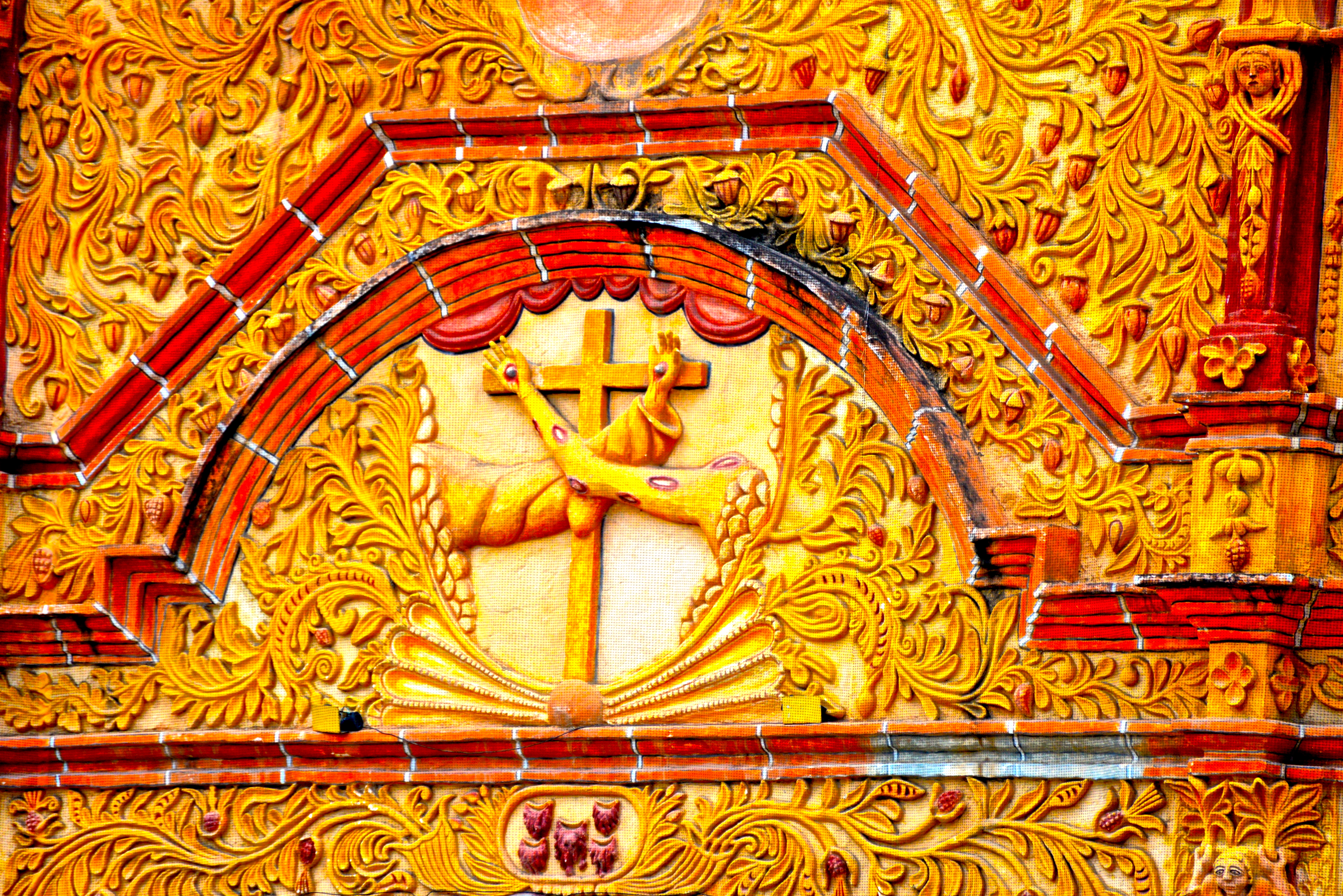
Escudo franciscano en la fachada de la Misión de Santiago de Jalpan de Serra.

La característica principal de estos templos es la rica decoración de las puertas principales, esta decoración se denomina "barroco mestizo" o "arquitectura mestiza", según el INAH. La rica decoración está dirigida principalmente a la enseñanza de la nueva religión a los pueblos indígenas, pero a diferencia del barroco de los templos y obras más al sur, es obvia la influencia indígena. La idea de la Serra era demostrar una mezcla de culturas en lugar de una conquista completa. Uno de ellos fue el uso de los colores rojo, naranja y amarillo, así como los tonos pastel, y de figuras nativas sagradas, como el conejo y el jaguar. Los templos tienen una sola nave, cubierta por una bóveda de cañón, pero cada una tiene sus propias peculiaridades, sobre todo en los portales. Serra pasó once años en la Sierra Gorda, antes de trasladarse al norte, alrededor de 1760. Las misiones establecidas en Querétaro serían las primeras de una larga serie de misiones que se establecerían en lo que hoy es el sur de California.
Las misiones de la Sierra Gorda tienen características únicas en el barroco novohispano, tanto por sus concepciones de plantas como de alzados. En sus fachadas presentan una serie de composiciones muy originales a base de elementos decorativos de gran calidad e ingenioso diseño; sus formas están armadas con tabiques cubiertos de estuco, hecho de cal viva quemada en obra y coloreado con tierras. A pesar de que estas misiones se establecieron en el siglo XVIII, en ellas se descubren algunos elementos básicos de la arquitectura religiosa de las órdenes mendicantes del siglo XVI. La arquitectura de estas misiones obedece al programa llamado de la "traza moderada" que se implantara en el siglo XVI y que aceptaron las órdenes franciscana, agustina y dominica; y que aplicaron en los conventos-fortaleza.
Las misiones cuentan con lo que se le denomina capilla posa, una la solución arquitectónica empleada en los conjuntos-monasterio de la Nueva España en el siglo XVI, consistente en cuatro edificios cuadrangulares abovedados ubicados en los extremos del atrio al exterior de los mismos. Al igual que la capilla abierta, es una solución única y una aportación del arte colonial hispanoamericano al arte universal dada su originalidad y los recursos plásticos y estilísticos empleados en su ornamentación. Existen varias teorías acerca de su función. Se ha propuesto que, siguiendo el camino procesional, las capillas posas servían para posar o descansar el Santísimo Sacramento cuando este era sacado en procesión por el atrio.

## Las misiones

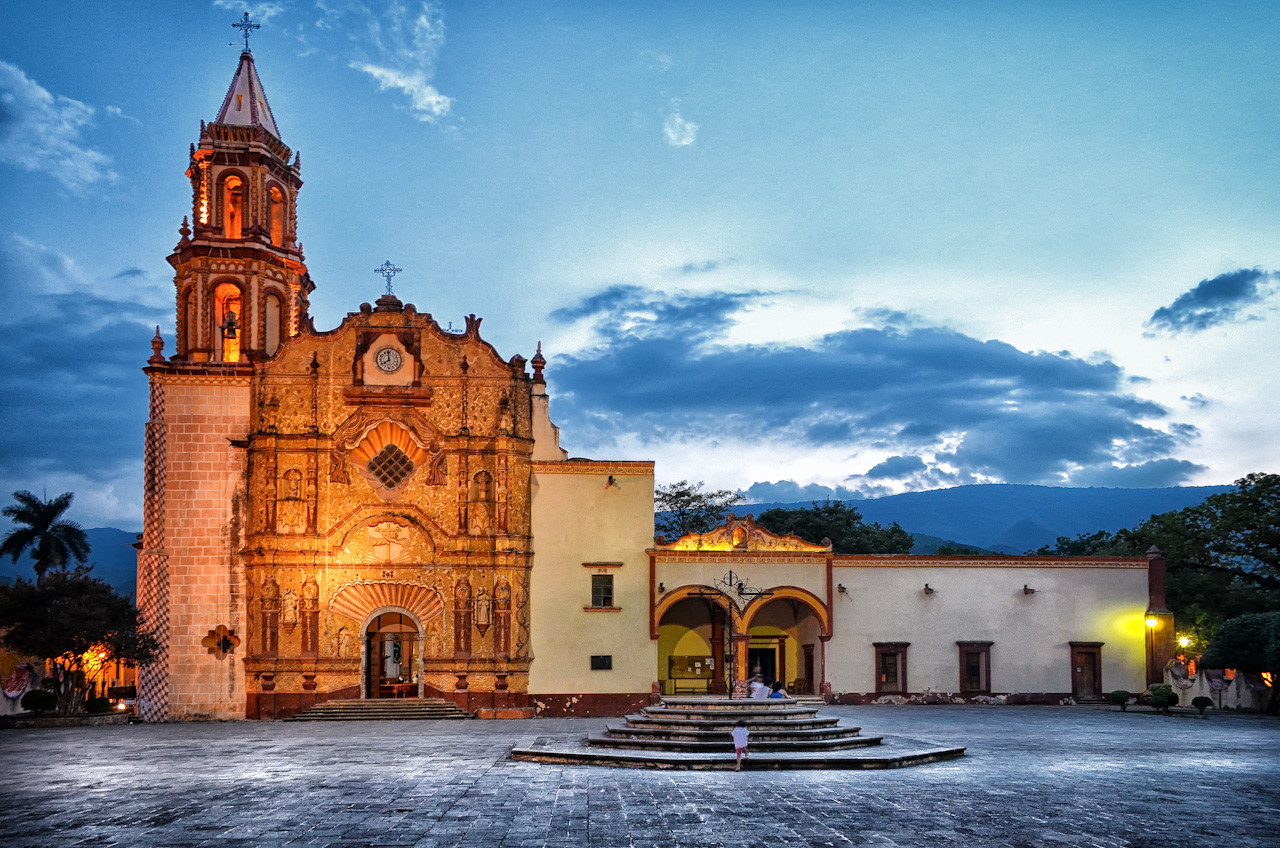
Misión de Santiago de Jalpan.

### Misión de Santiago de Jalpan
La Misión de Santiago de Jalpan fue fundada antes de la llegada de Junípero Serra en 1744, pero Serra fue el encargado de la construcción del complejo misión desde 1751 hasta 1758, la primera que se construyó. Está dedicada al apóstol Santiago. Este complejo está situado en el centro de la ciudad moderna de Jalpan frente a la plaza principal. Está formado por un atrio, claustro, portal de peregrinos y la iglesia, con una capilla en el anexo del lado izquierdo. La pared del atrio original se perdió, pero fue reconstruida en el mismo estilo, con tres portales y arcos invertidos. Las principales características del portal adornado en la fachada son Nuestra Señora del Pilar y la Virgen de Guadalupe, tanto con conexiones a la cultura de Mesoamérica, así como un águila de doble cabeza, que simboliza la fusión de las dos culturas.
La fachada está elaborada en estuco y piedra. El ocre de las pilastras contrasta con el amarillo de muchos de los detalles decorativos. Muchos de los detalles imitan vegetales, junto con pequeños ángeles y águilas. Los elementos europeos incluyen imágenes de los santos, como Santo Domingo y San Francisco de Asís y el escudo franciscano de los brazos. Dentro de la puerta están las imágenes de los santos Pedro y Pablo. Los elementos nativos incluyen un águila mexicana con dos puntas devorando a una serpiente. En la parte superior izquierda hay una imagen de la virgen de Guadalupe, y en la parte superior izquierda, la virgen del Pilar. Estas son las imágenes de vírgenes de México y España, respectivamente. En el interior, la cúpula de la misión de Jalpan contiene escenas de la aparición de la virgen de Guadalupe.

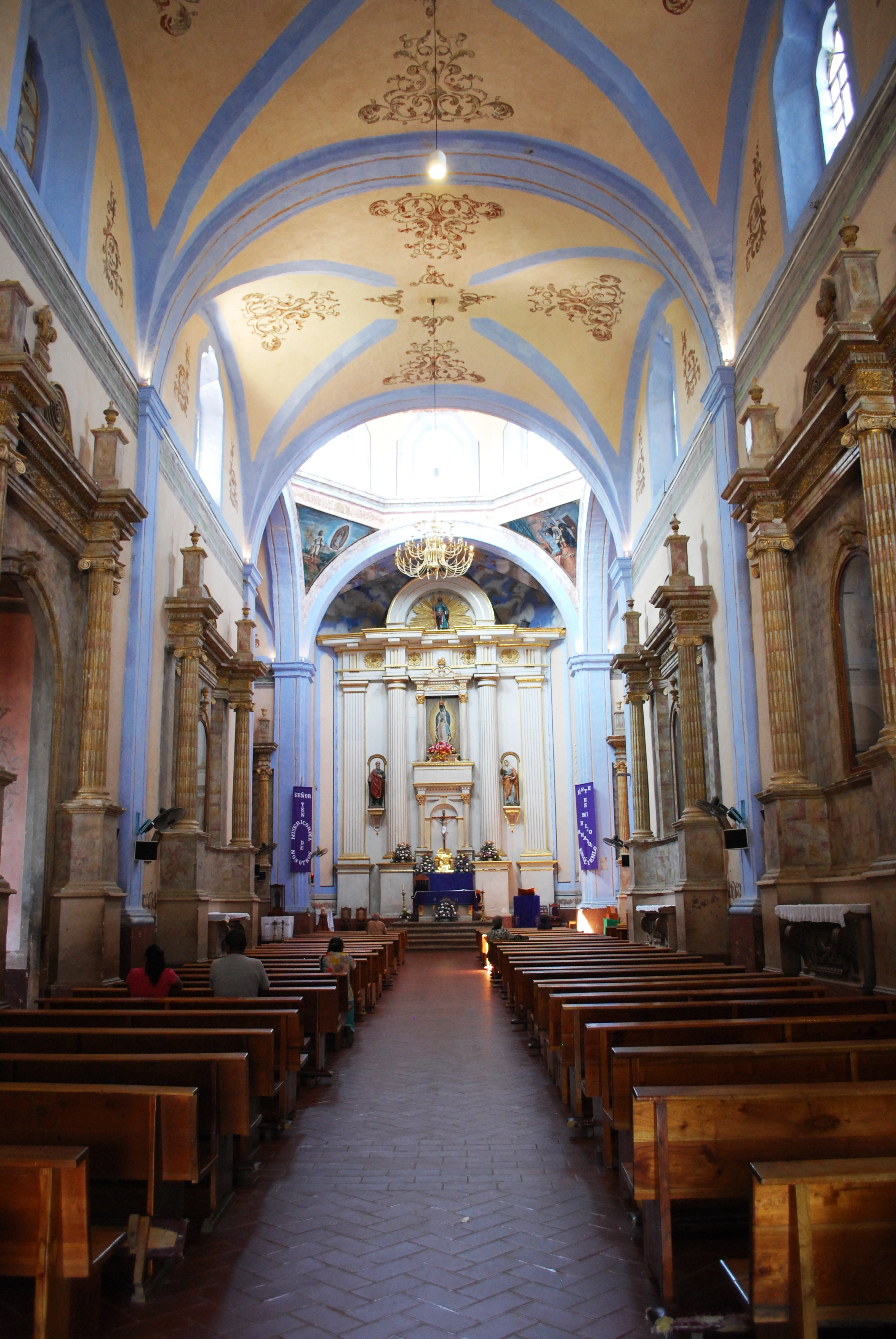
Interior de la misión.
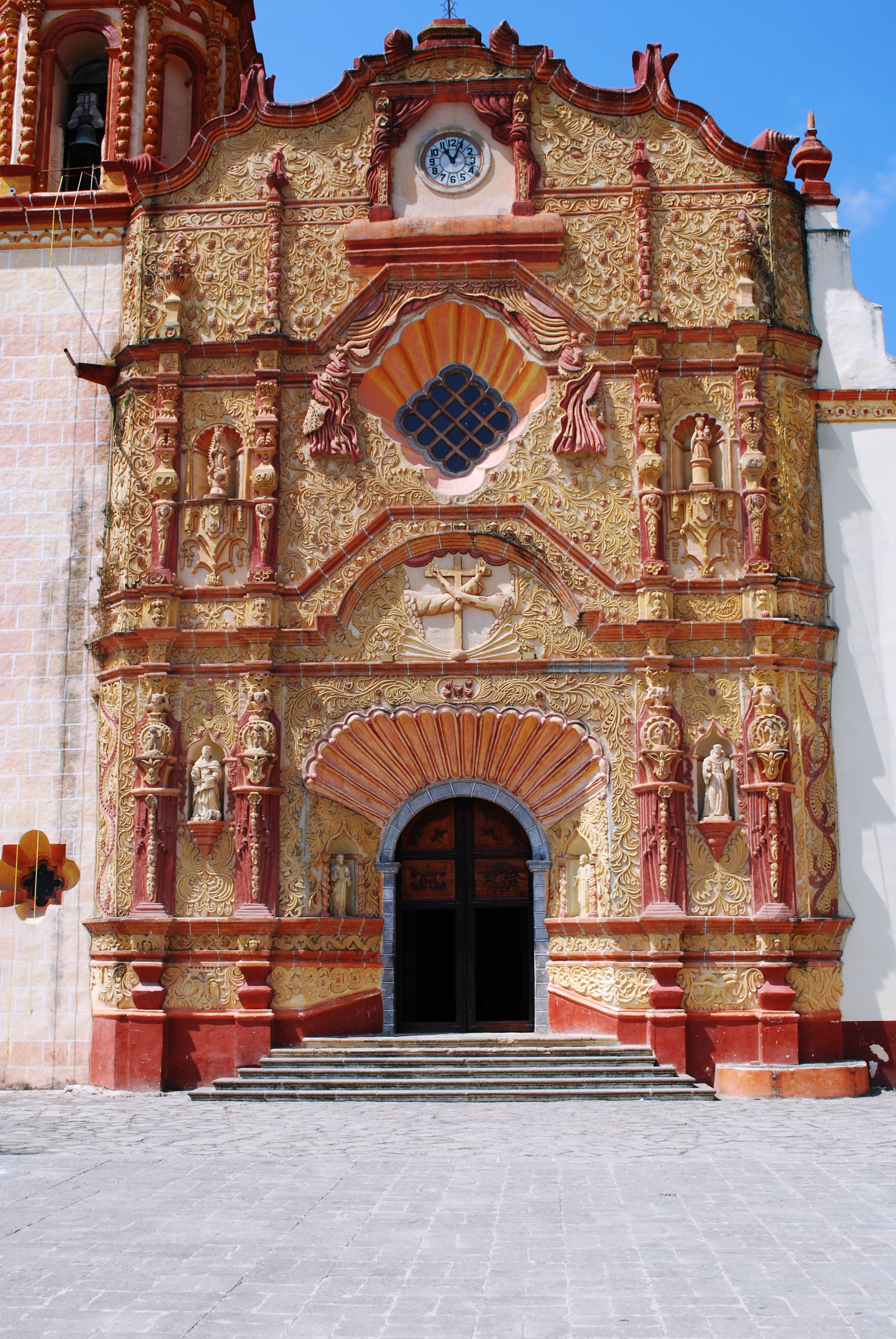
Fachada principal.
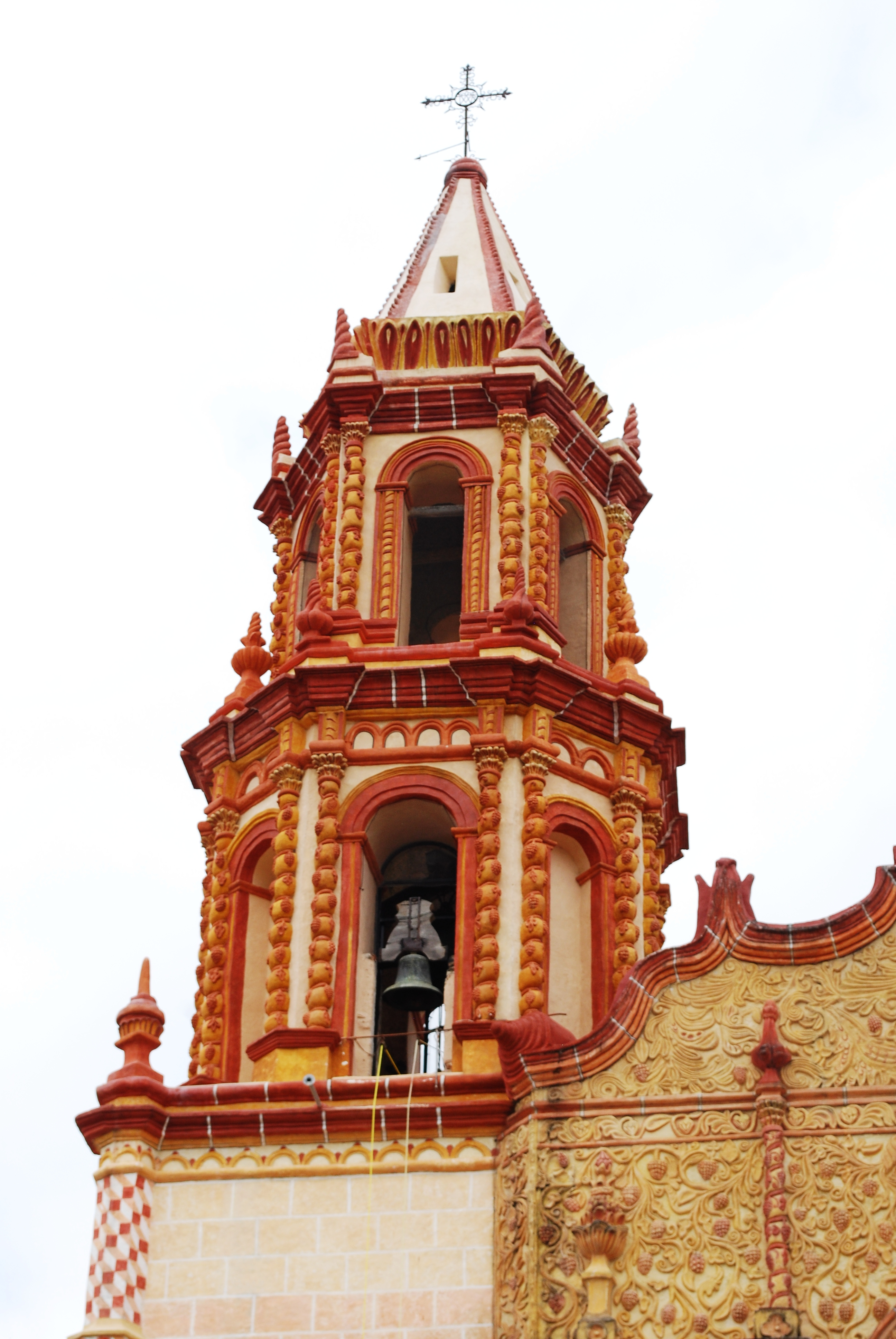
Campanario.
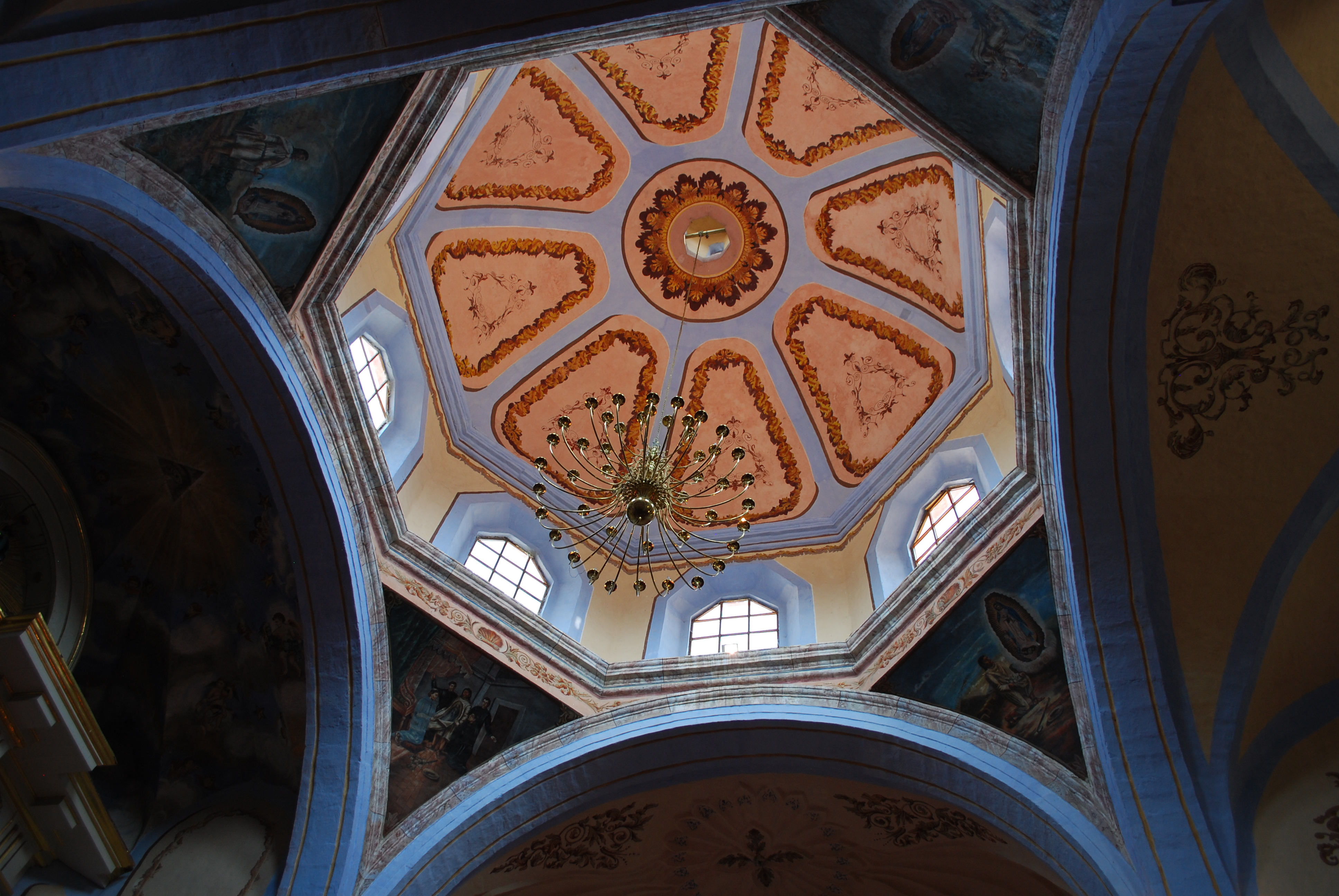
Cúpula principal, interior.
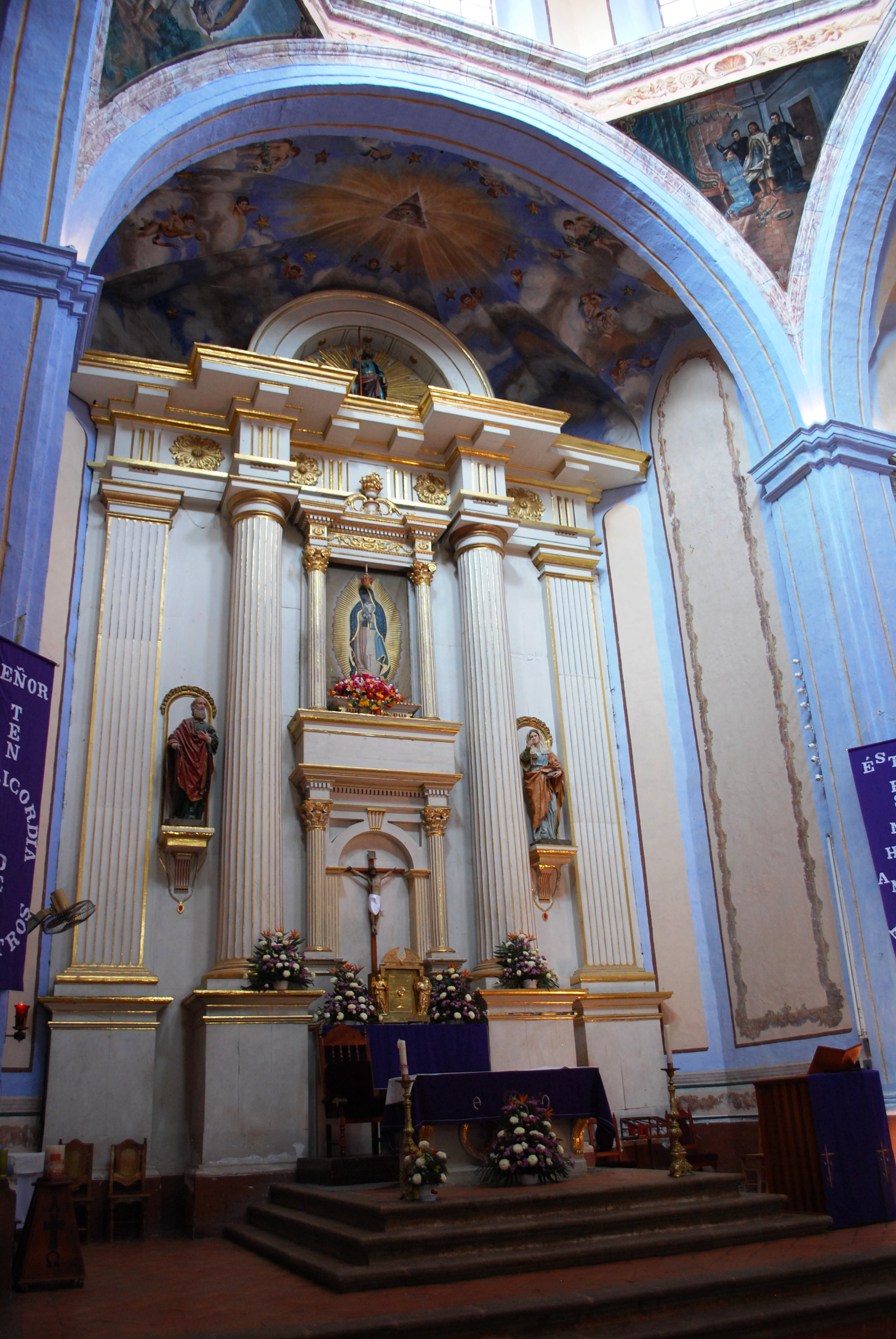
Altar principal.

### Misión de Santa María de la Purísima Concepción del Agua de Landa

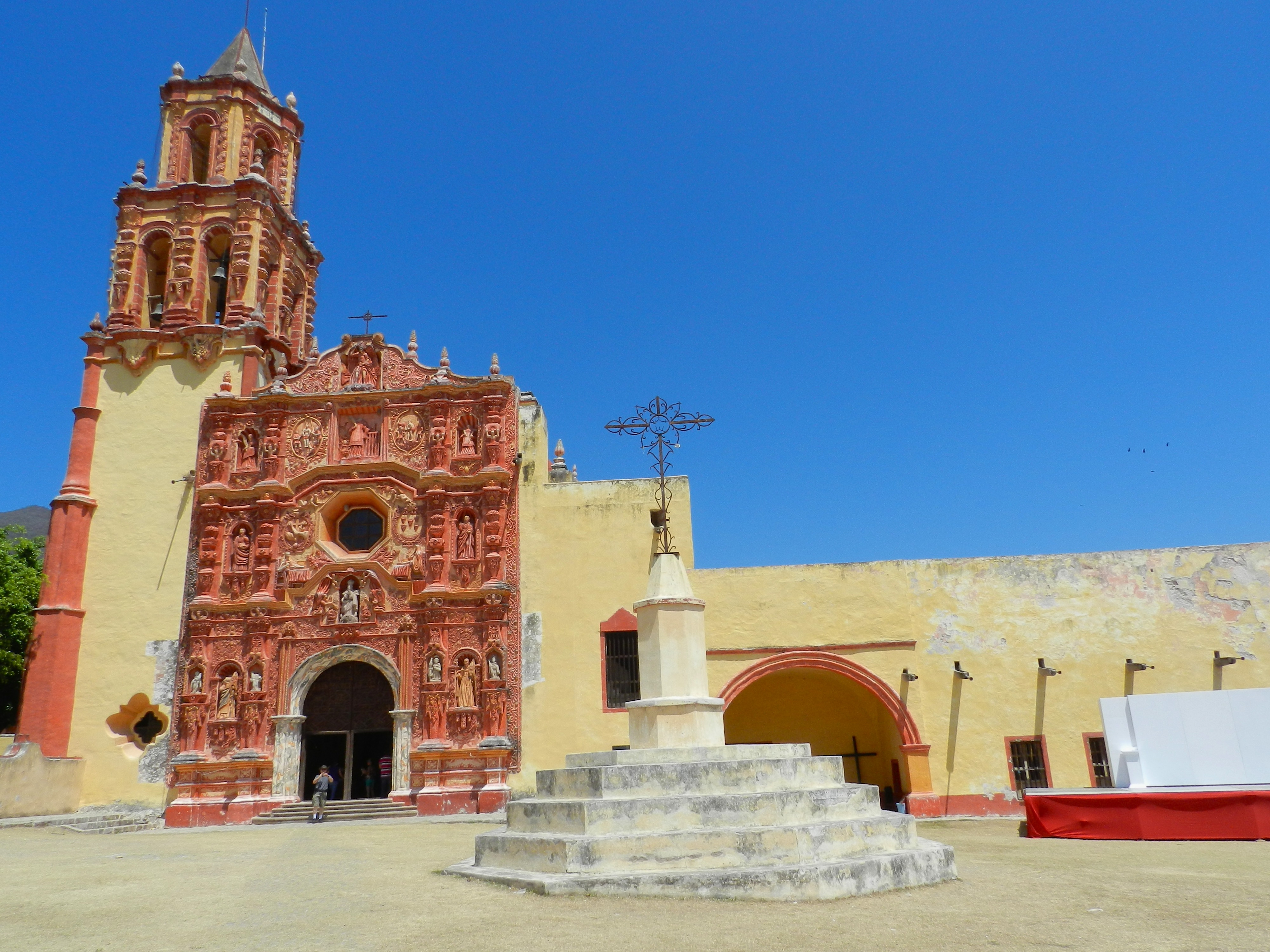
Misión de Santa María de la Purísima Concepción del Agua de Landa.

Santa María del Agua de Landa está ubicado a 20 kilómetros de Jalpan en la carretera 120 hacia Xilitla. La misión fue construida entre 1760 y 1768 por Miguel de la Campa está dedicada a Nuestra Señora de la Inmaculada Concepción, que da lugar a una parte del nombre de la comunidad. Fue la última de las misiones en ser construida. El atrio está rodeado por una pared y centrado por una cruz, y empedrados. Se destaca por su equilibrio en la composición y con el campanario muy estrecho, que está integrado en la fachada. La escultura de esta fachada está considerada como la mejor de las cinco de acuerdo a la revista Arqueología Mexicana. Las caras de las sirenas en Landa tiene rasgos indígenas.
La fachada guarda un gran parecido a la de Jalpan, por varios aspectos, sus tamaños y lo estético, el atrio está rodeado por una pared y centrado por una cruz, y empedrados. Además de ellos los frailes franciscanos dejan una inédita rubrica y el reflejo notorio de sus predilecciones en la última de sus misiones, ahí lo hemos visto mediante su madre, la Inmaculada Concepción, a San Francisco y los cuatro santos de la columna de la observancia, a San Miguel y aquellos estudios y protectores de al orden, Duns Escoto y María de Agreda. Vemos la iglesia universal con San Pedro y Pablo y a Cristo en estos tres mártires, así como los escudos de los franciscanos.
En su interior tenemos medallones en el techo de la nave principal iniciando con San Miguel Arcángel, con su tradicional iconografía, seguido por Juan Duns Escoto expuesto de una manera por demás didáctica presentado con sus manos sosteniendo en una la Inmaculada Concepción y en la otra una pluma misma con la que a través de la escritura defendió incansablemente el dogma de María. Y de nueva cuenta San Miguel al centro del transepto de otros dos arcángeles, Rafael y Gabriel.
Se destaca por su equilibrio en la composición y con el campanario muy estrecho, que está integrado en la fachada. La escultura de esta fachada está considerada como la mejor de las cinco de acuerdo a la revista Arqueología Mexicana. Las caras de las sirenas en Landa tiene rasgos indígenas.

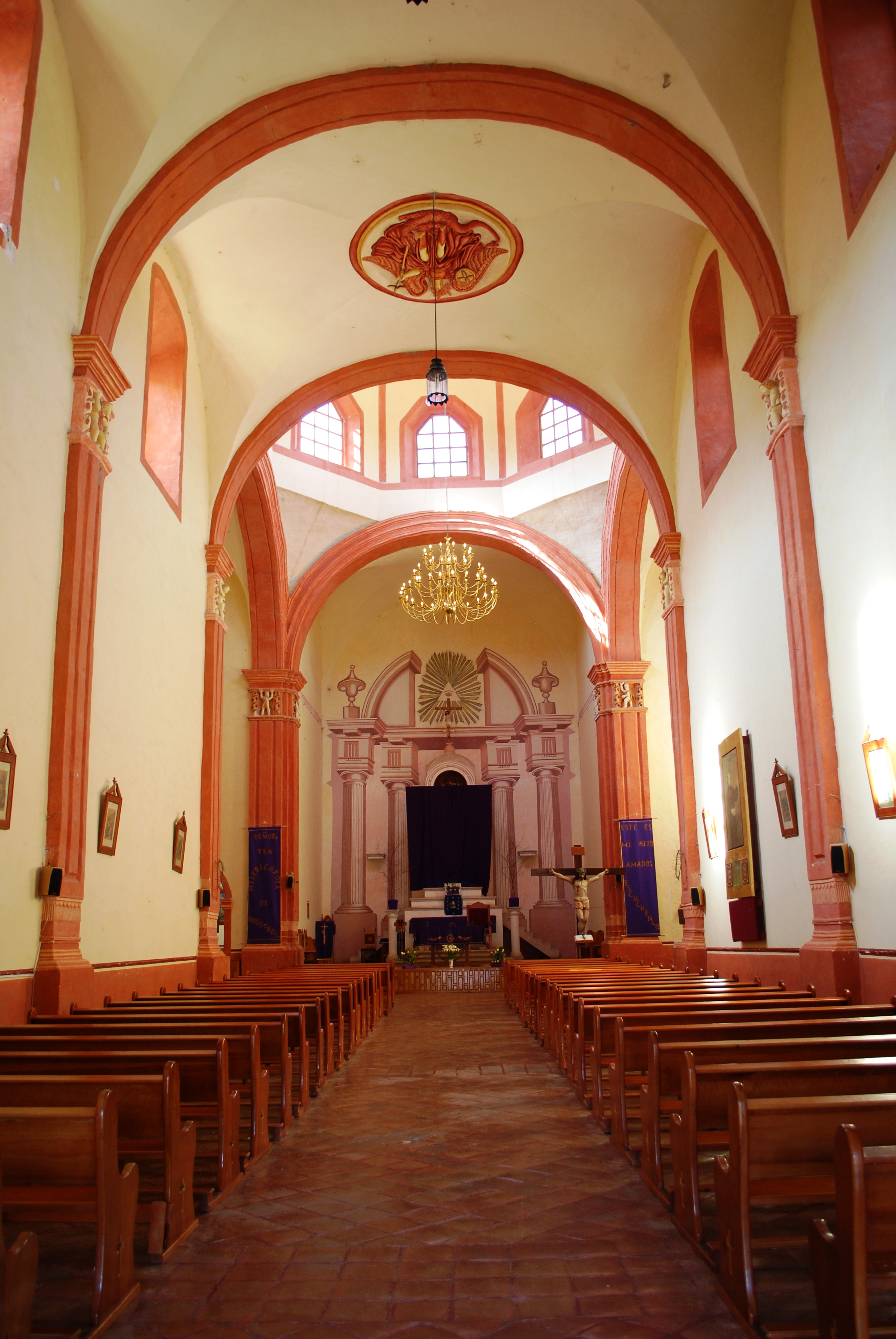
Interior de la misión.
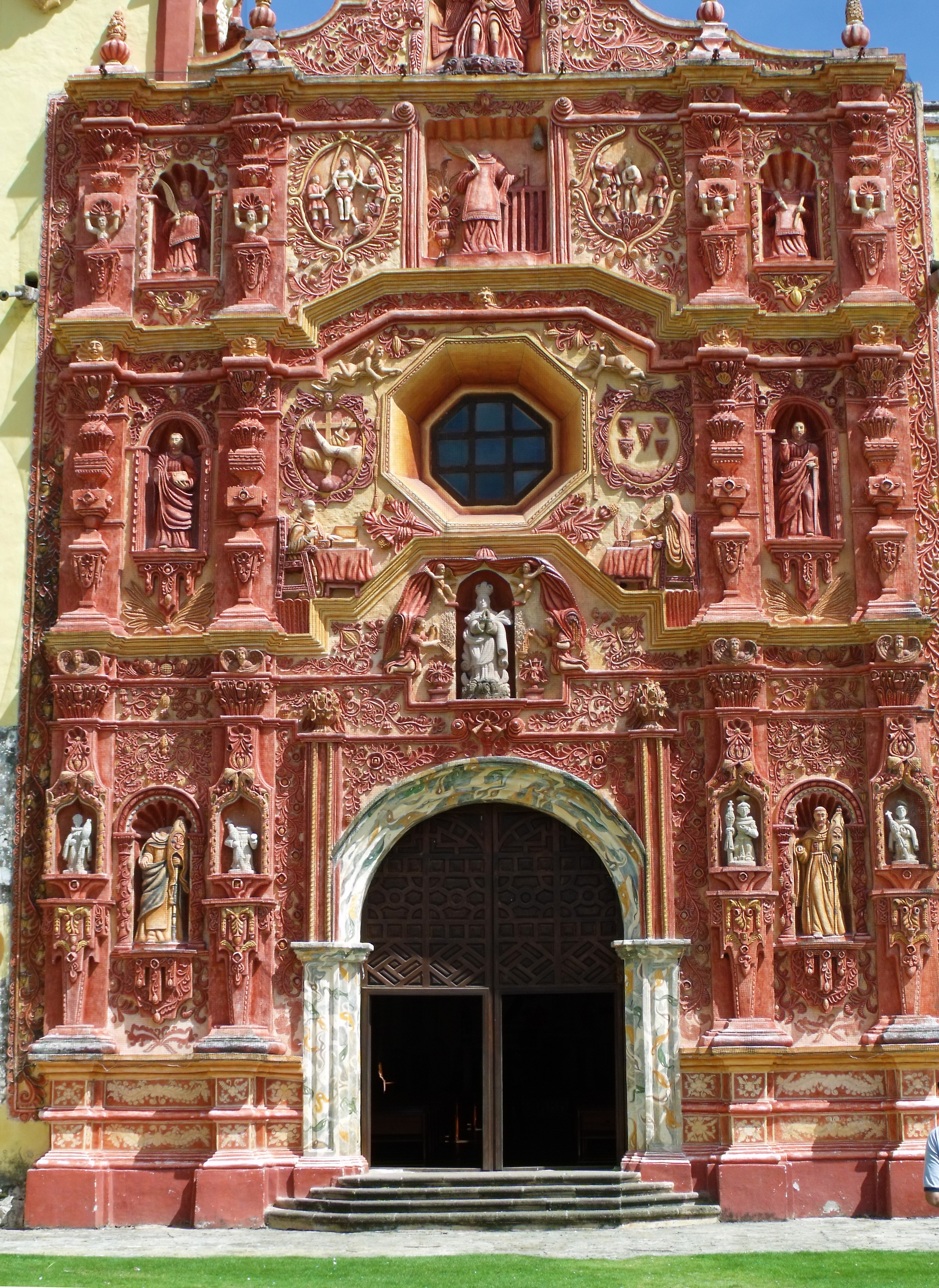
Fachada principal.
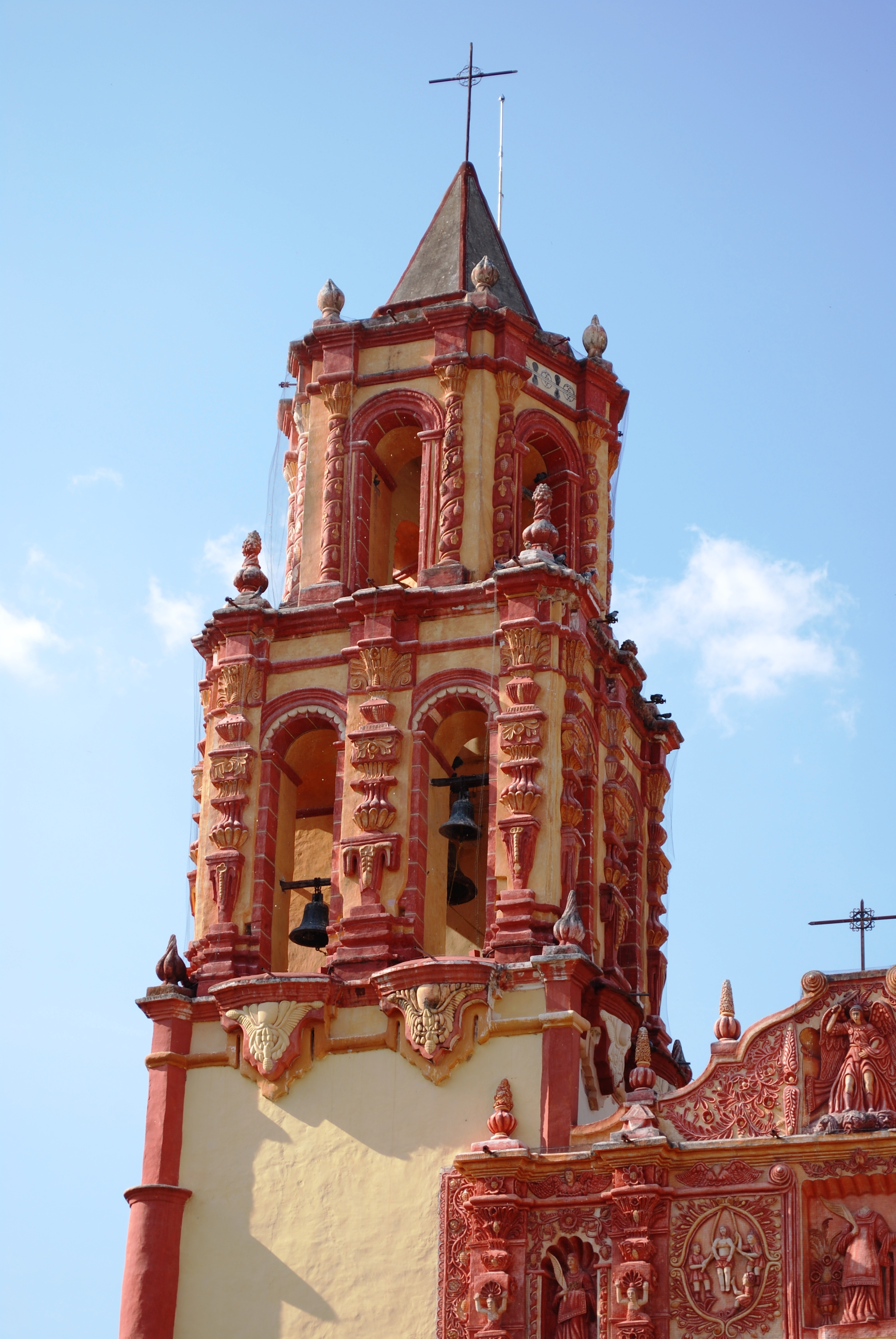
Campanario.
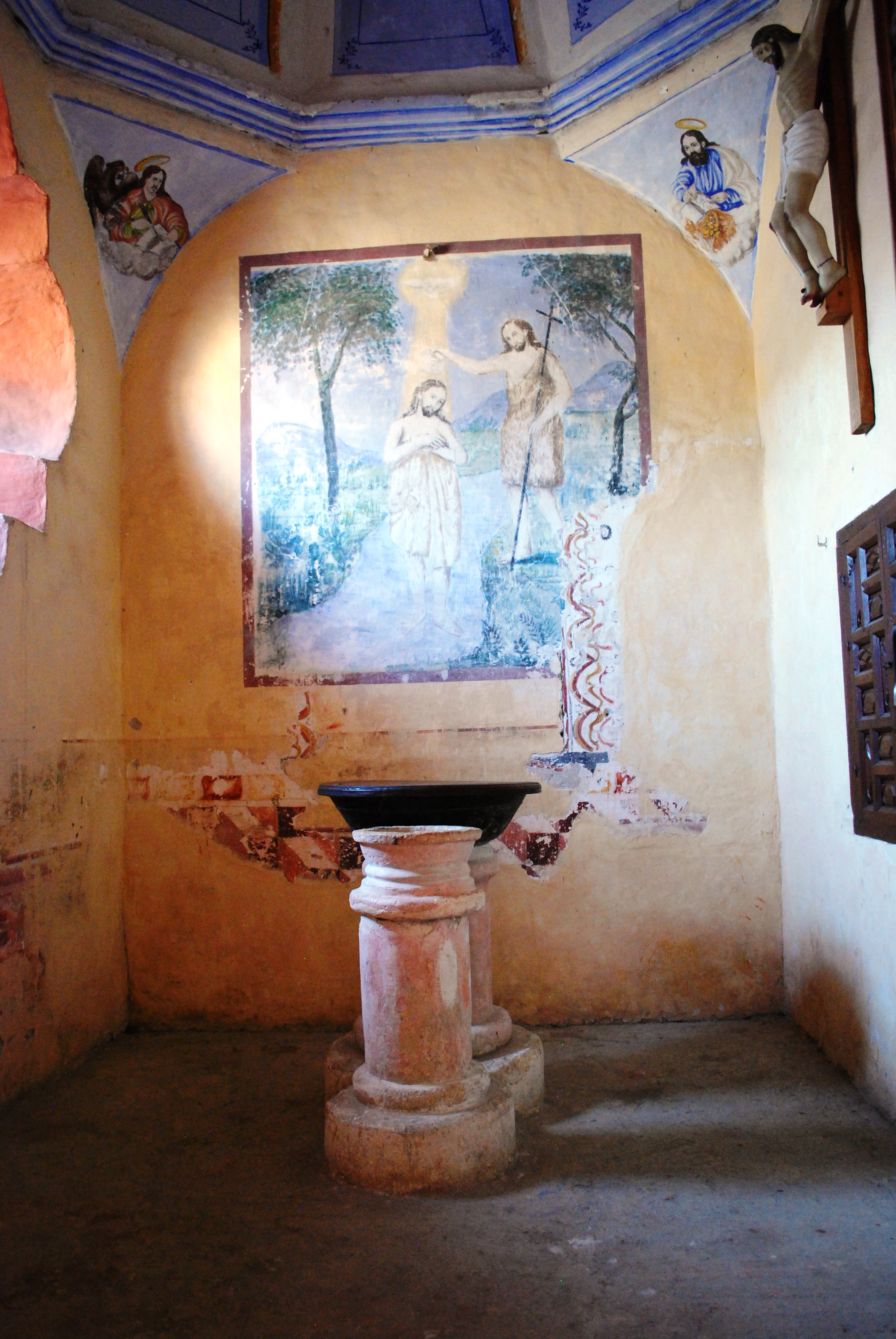
Baptisterio.
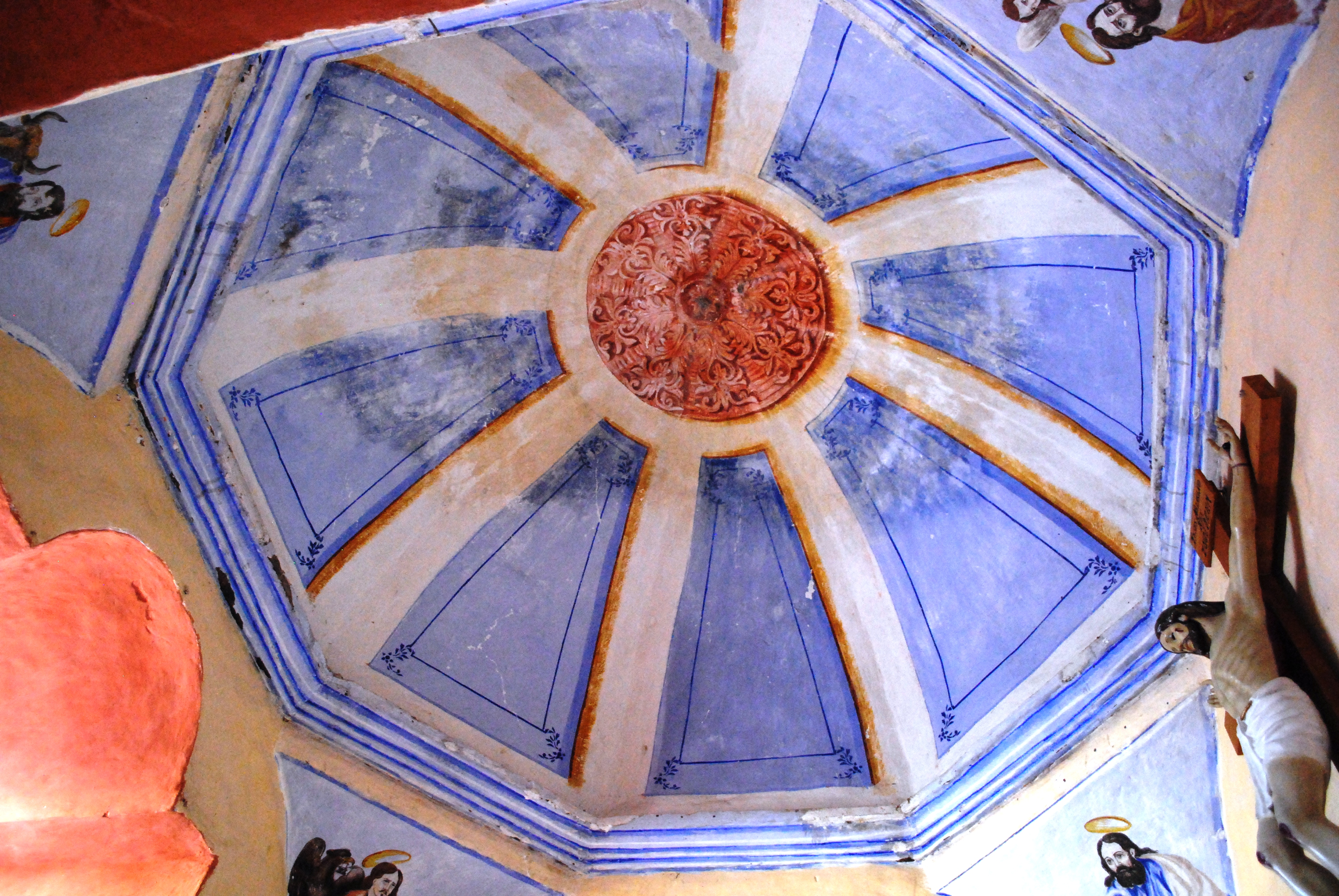
Cúpula principal, interior.

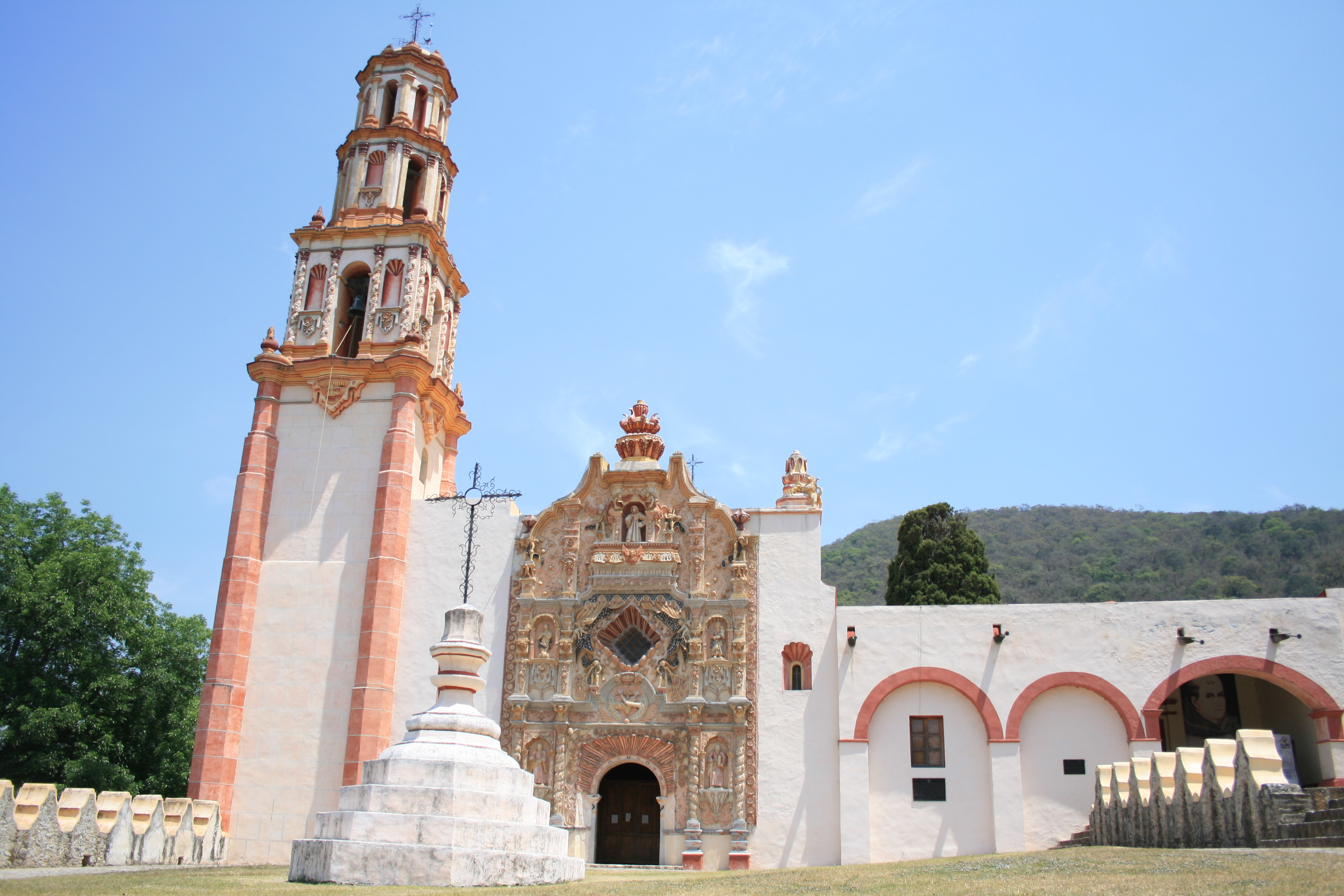
Misión de San Francisco de Asís del Valle de Tilaco.

### Misión de San Francisco de Asís del Valle de Tilaco
San Francisco del Valle de Tilaco se encuentra en una pequeña comunidad a 18 km al noreste de Landa de Matamoros. Fue construida entre 1754 y 1762 por Juan Crespi y dedicada a San Francisco de Asís. Esta tiene algunas características diferentes de las otras misiones. En primer lugar, está construida sobre una pendiente. La torre del campanario está separada de la nave principal por el baptisterio y cuenta con funciones estructurales, como contrafuerte. Tilaco es la mejor conservada de las cinco misiones y tiene la ornamentación más sutil en su fachada. Su fachada está compuesta de tres particiones verticales y tres horizontales, con el escudo franciscano de los brazos prominentes sobre la entrada principal. En Tilaco, la fachada tiene pequeños ángeles, mazorcas de maíz y una imagen de San Francisco de Asís. Uno de los elementos decorativos distintivos son las cuatro sirenas de rasgos indígenas. Tilaco tiene una de las mejores capillas conservadas en una esquina del atrio, llamado "capilla de las posas", que se utiliza para las procesiones.

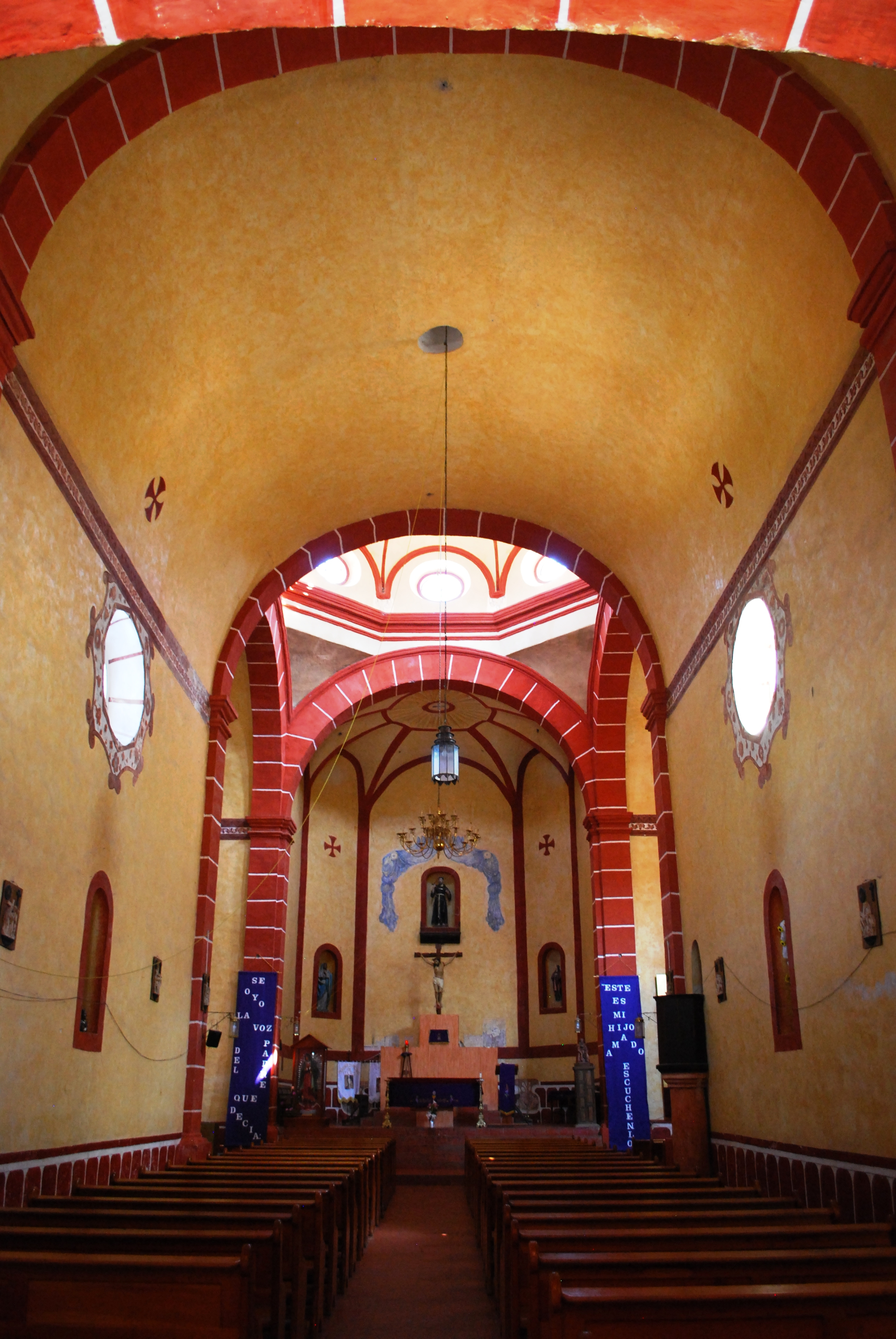
Interior de la misión.
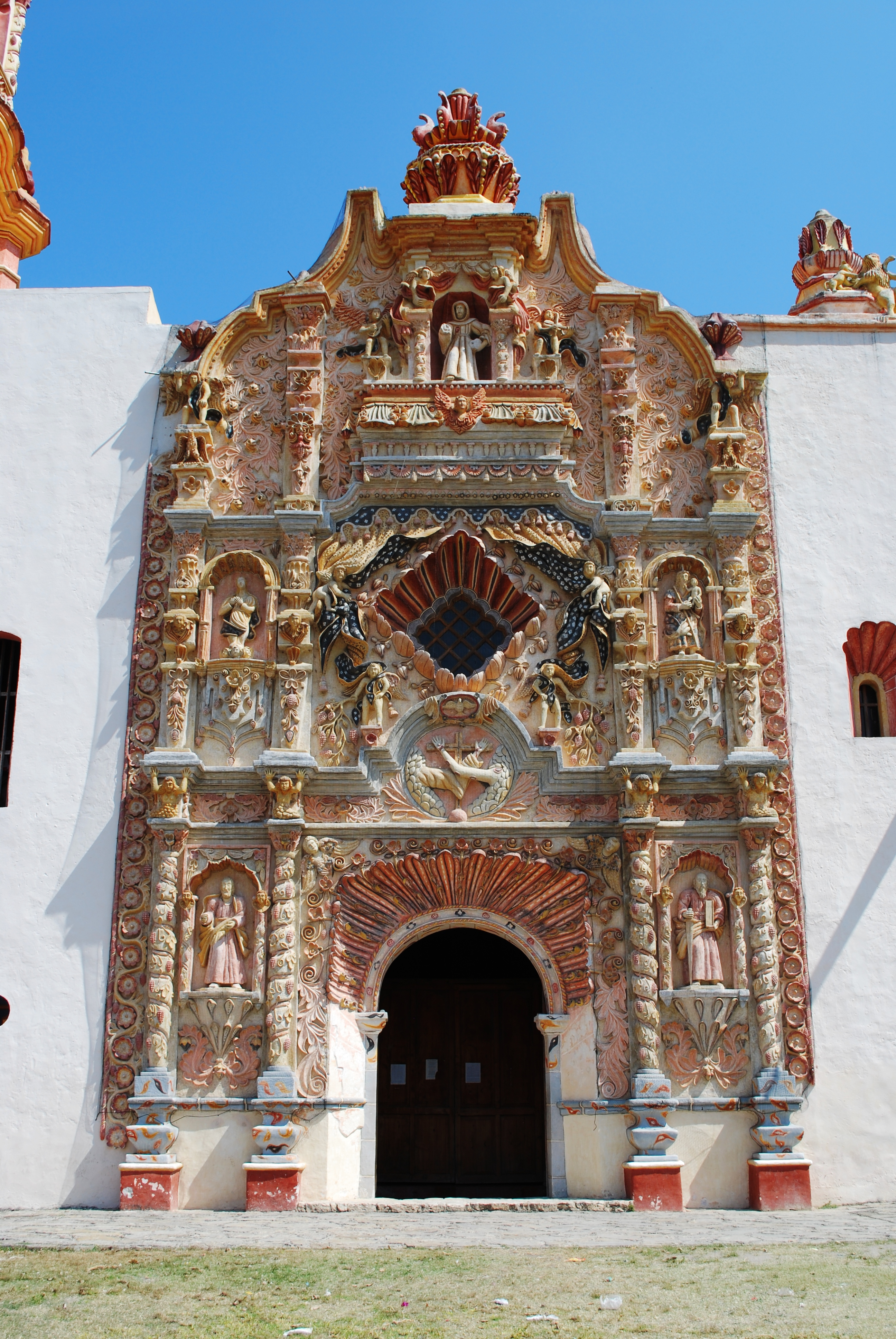
Fachada principal.
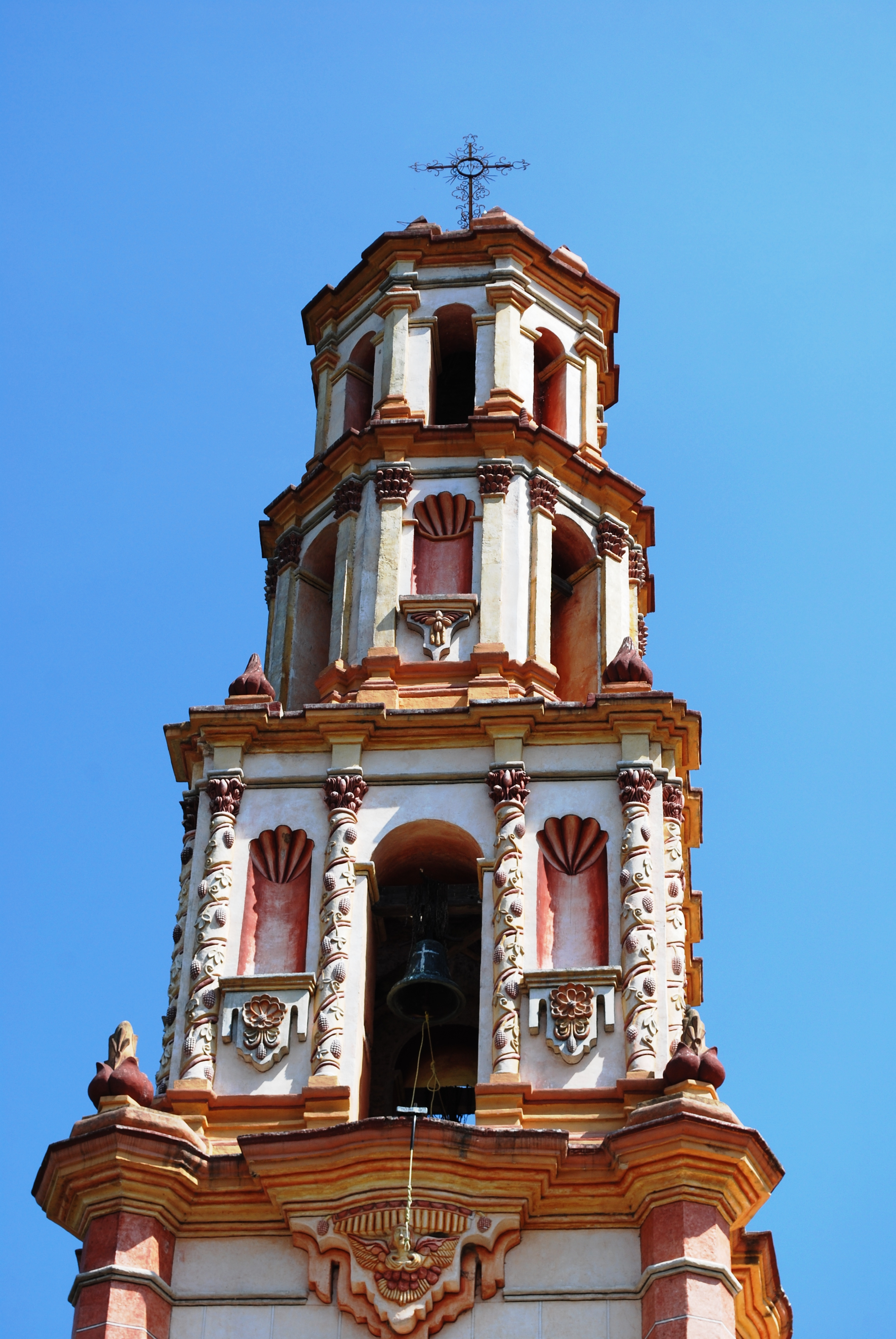
Campanario.
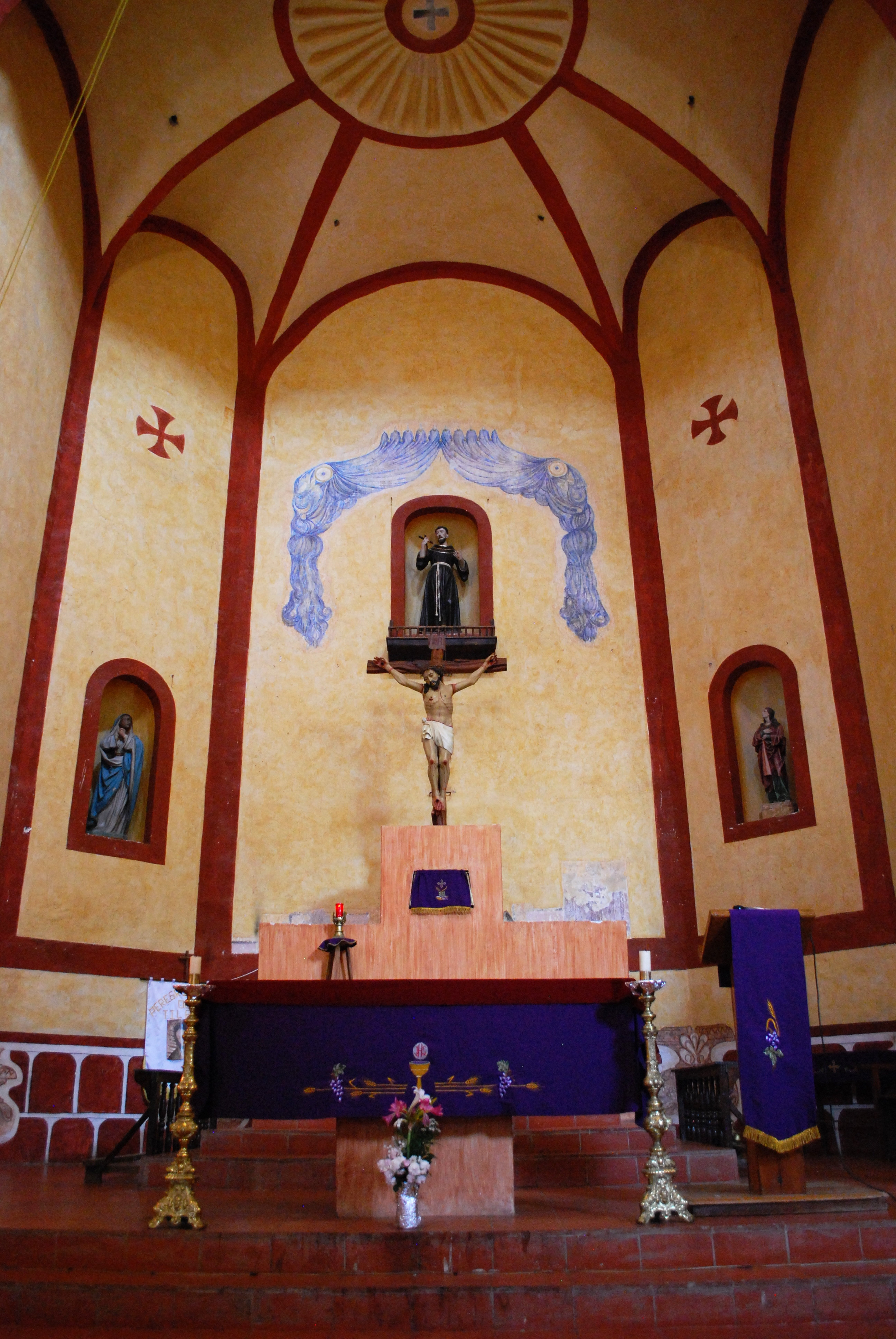
Altar principal.
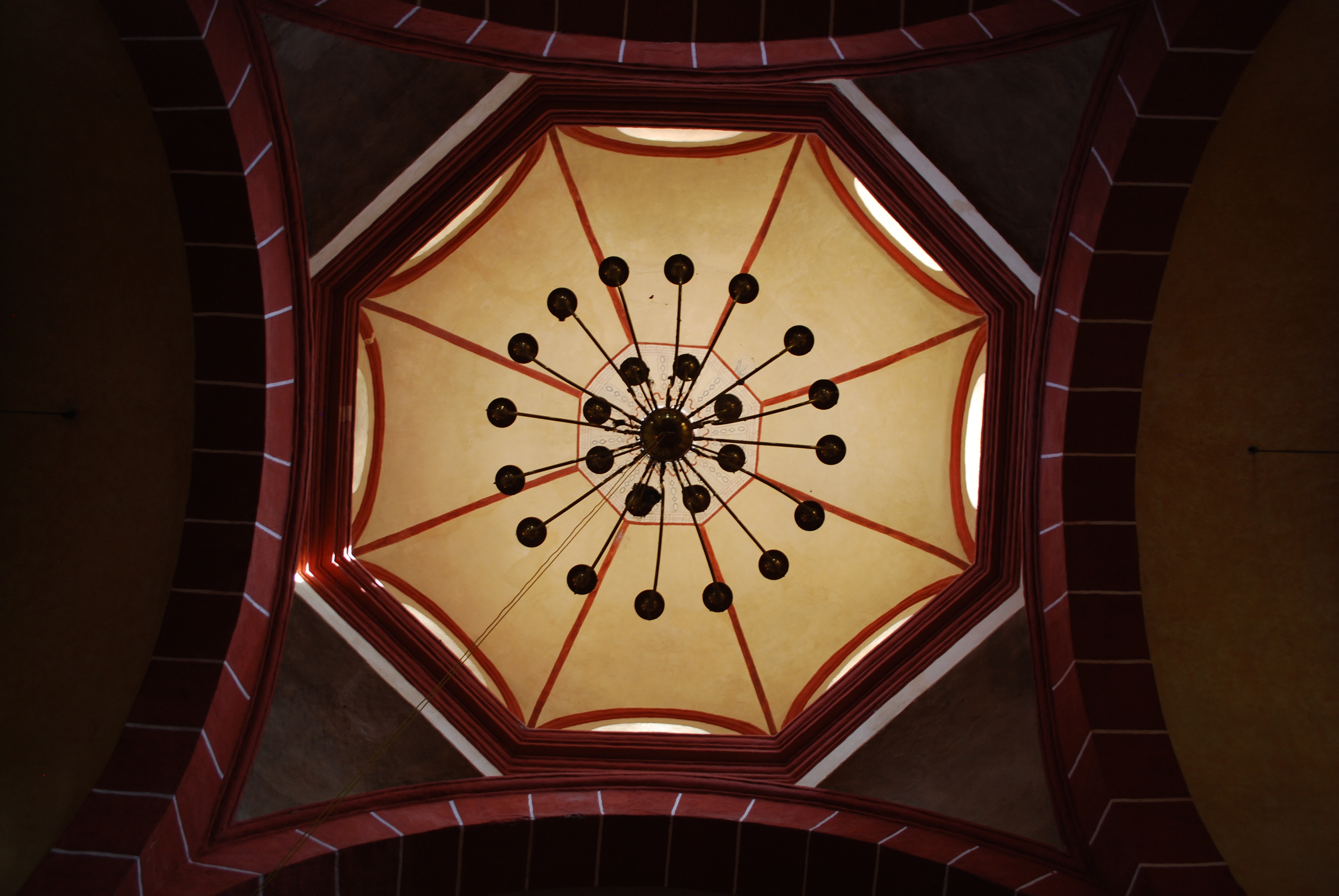
Cúpula principal, interior.

### Misión de Nuestra Señora de la Luz de Tancoyol

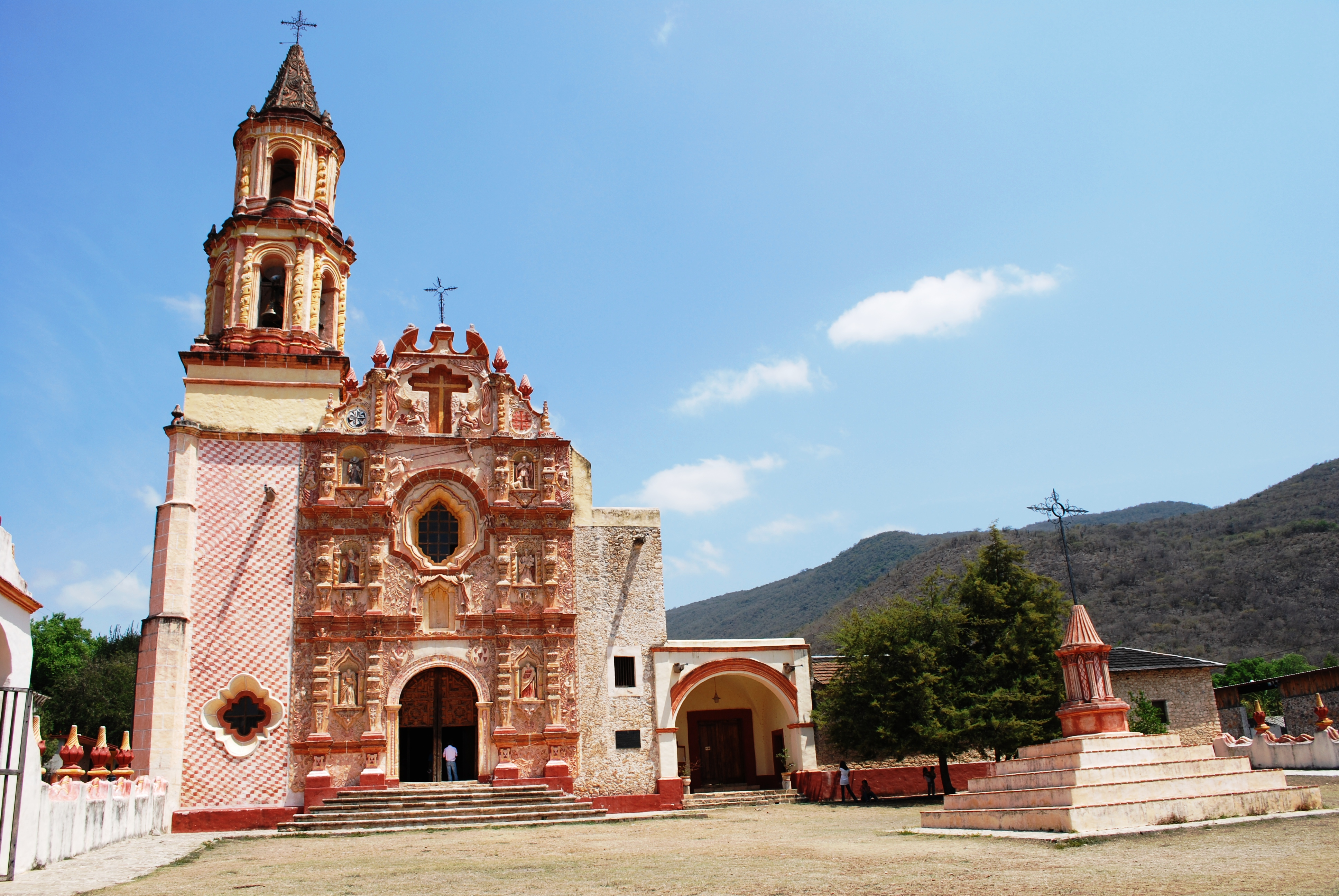
Misión de Nuestra Señora de la Luz de Tancoyol.

Otra misión se encuentra en la comunidad de Tancoyol y es llamada Nuestra Señora de la Luz de Tancoyol, dedicada a Nuestra Señora de la Luz. Esta fachada tiene decoración vegetal profusa, con espigas de trigo, y es la más elaborada de las cinco misiones. Es probable que esta misión fuera construida por Juan Ramos de Lora, quien vivió allí desde 1761 hasta 1767. La estructura es similar a las de Jalpan y Landa. Tiene un templo con planta de cruz latina, área del coro, una sacristía, el atrio con una cruz, y capillas en las esquinas llamadas "capillas posas". También hay una puerta de los peregrinos, un claustro y los cuartos para los sacerdotes.
El interior tiene una serie de esculturas, una de ellas de Nuestra Señora de la Luz. La fachada se caracteriza por un rombo rodeado por una ventana de representación de los franciscanos. El tema básico de la fachada es la misericordia, representada por las intervenciones de la virgen María y varios santos. La iconografía de este portal es la más elaborada de las cinco misiones. La fachada consta de tres cuerpos, un frontón y cuatro columnas. Justo por encima de la entrada principal al templo se encuentra el nicho donde residía la imagen de Nuestra señora de la Luz la cual fue retirada del lugar hace varios años.  El cuerpo inferior tiene esculturas de los santos Pedro y Pablo. El segundo cuerpo tiene esculturas de Joaquín y Santa Ana, con la virgen María en sus brazos, y un hueco en el centro. También hay imágenes de la Pasión, tales como clavos y una lanza. Este nicho contenía una imagen de Nuestra Señora de la Luz, actualmente está vacío. Entre el segundo y tercer cuerpo, hay una ventana grande y, encima de ella, una representación de los estigmas de san Francisco de Asís.
El remate contiene una gran cruz en relieve de dos estilos relacionados con las órdenes de franciscanos y dominicos. La cruz principal, en la parte superior, representa la redención con las cruces de Calatrava y Jerusalén a ambos lados. Elementos indígenas se encuentran en el interior, con una imagen de un jaguar y una persona con características olmecas. El campanario es una torre estrecha y el baptisterio está en la base de esta torre. En la parte inferior aparece una pequeña ventana que ilumina el baptisterio. La cúpula de la torre tiene forma de pirámide con una cruz de hierro barroco en la parte superior.

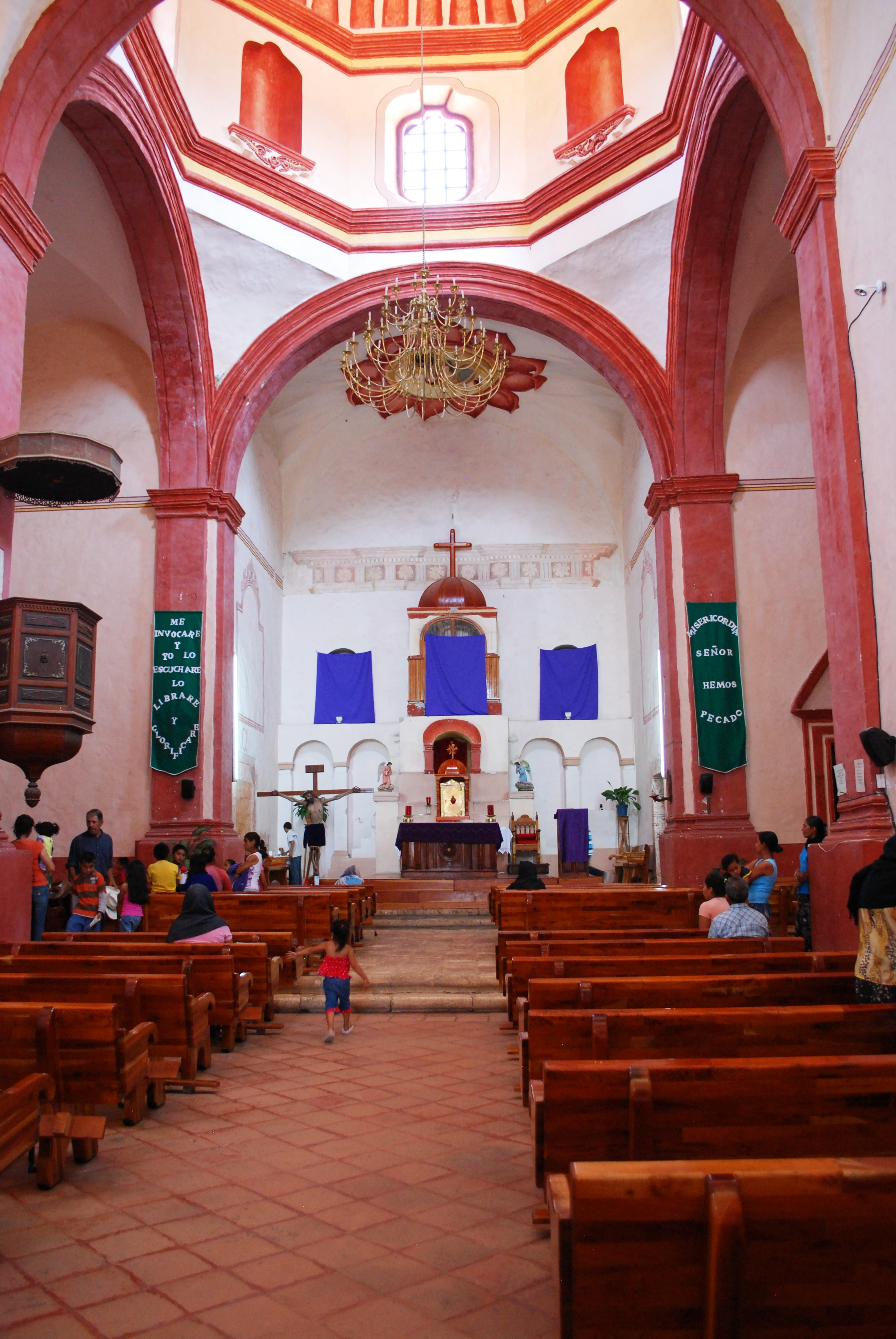
Interior de la misión.
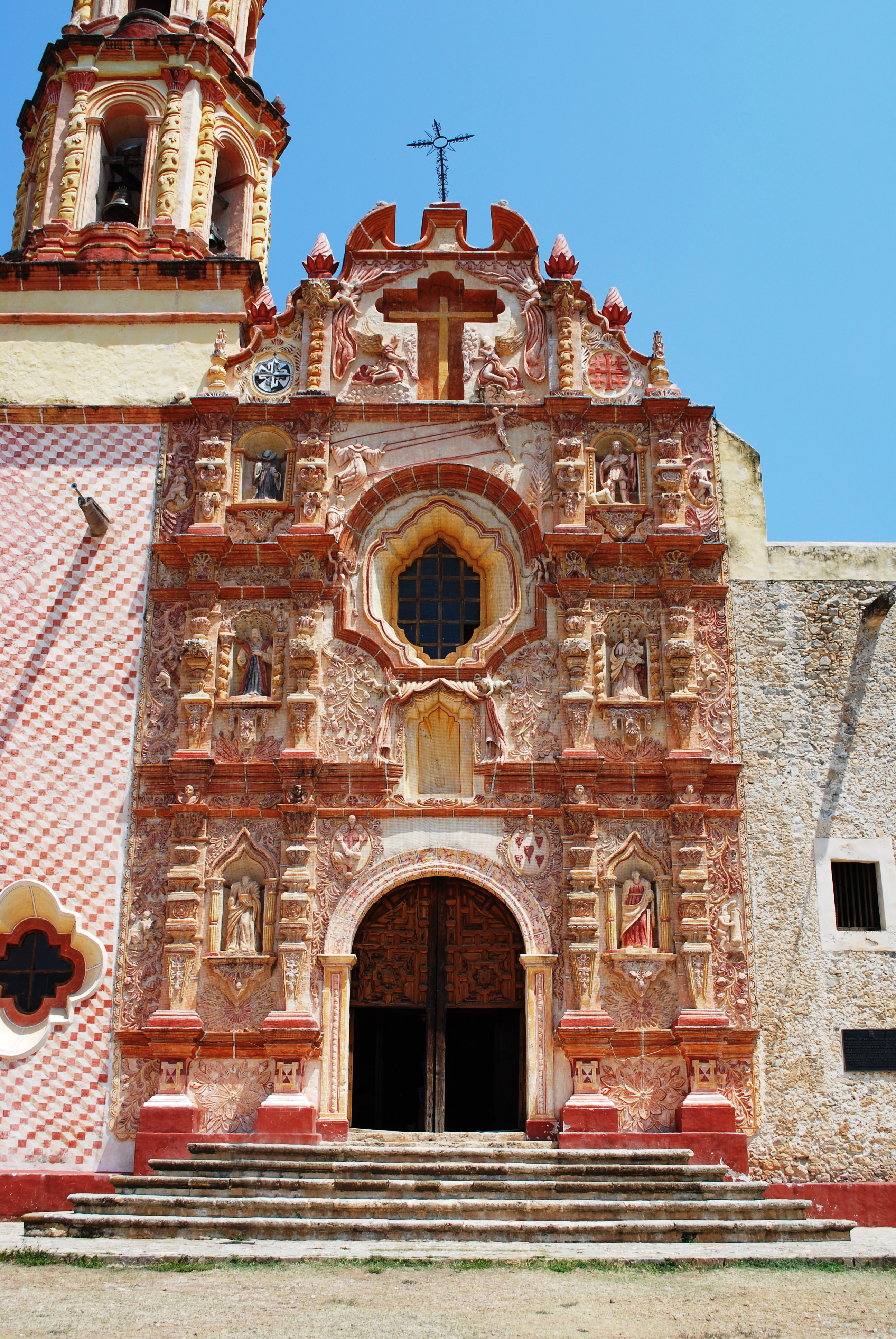
Fachada principal.
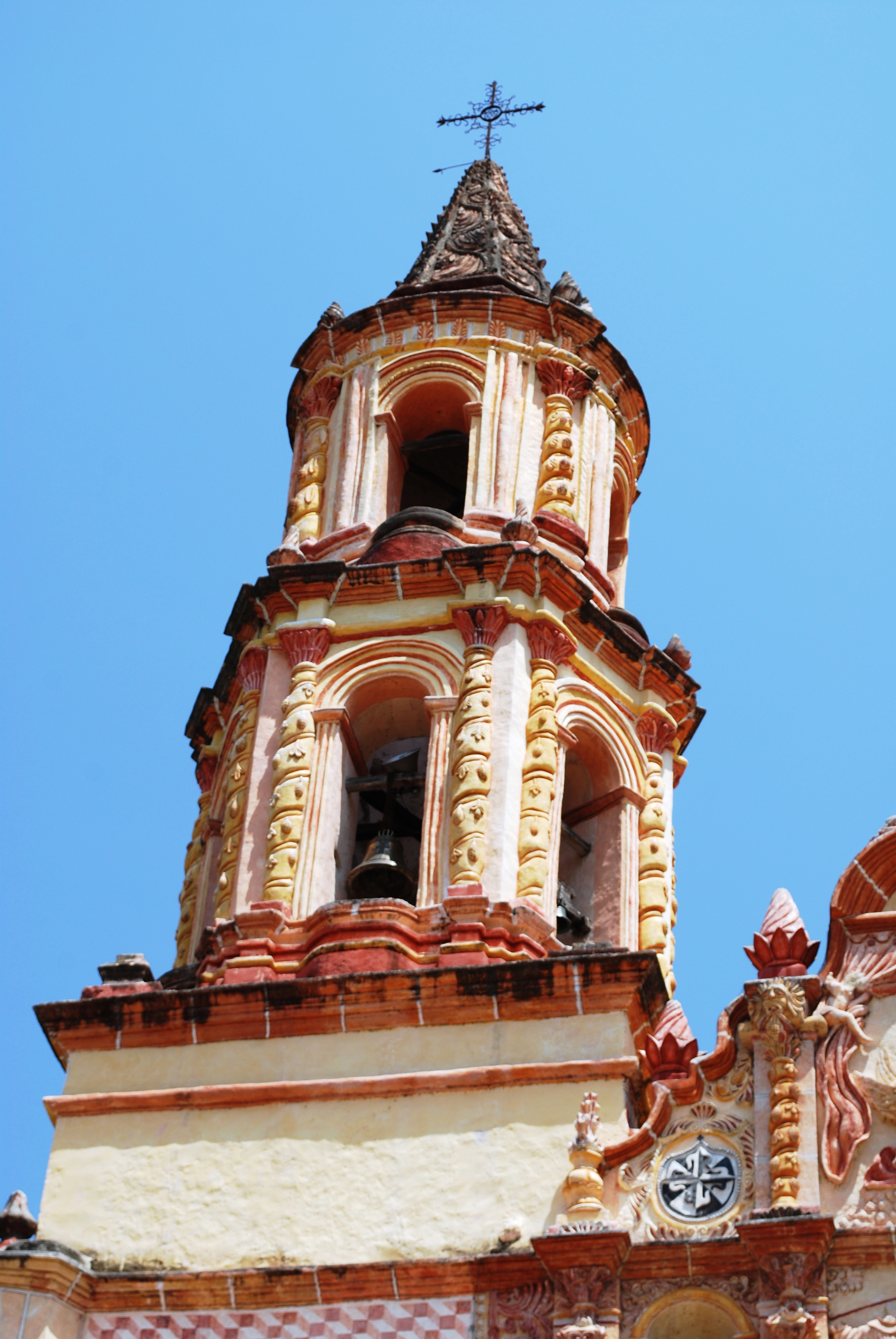
Campanario.
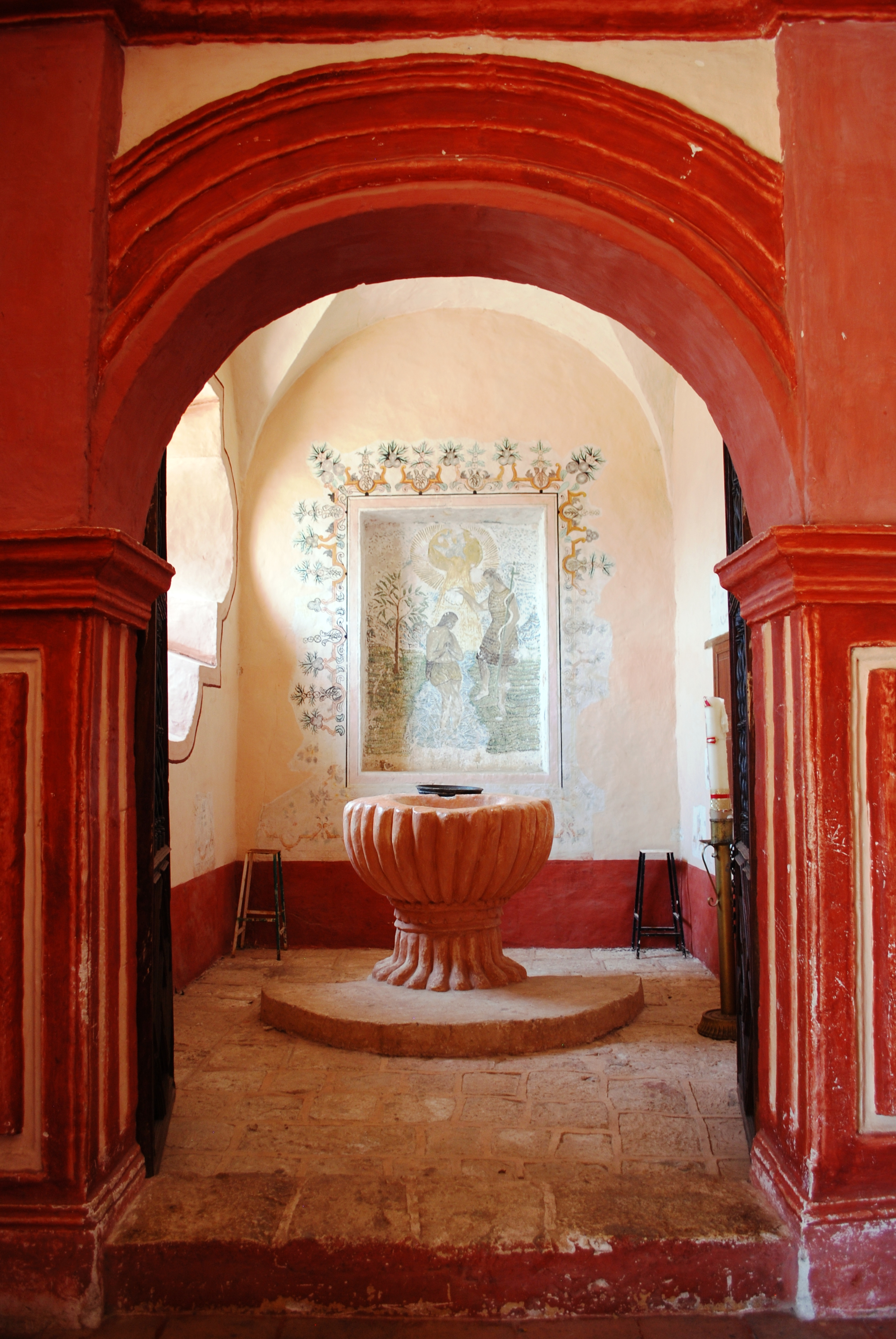
Baptisterio.
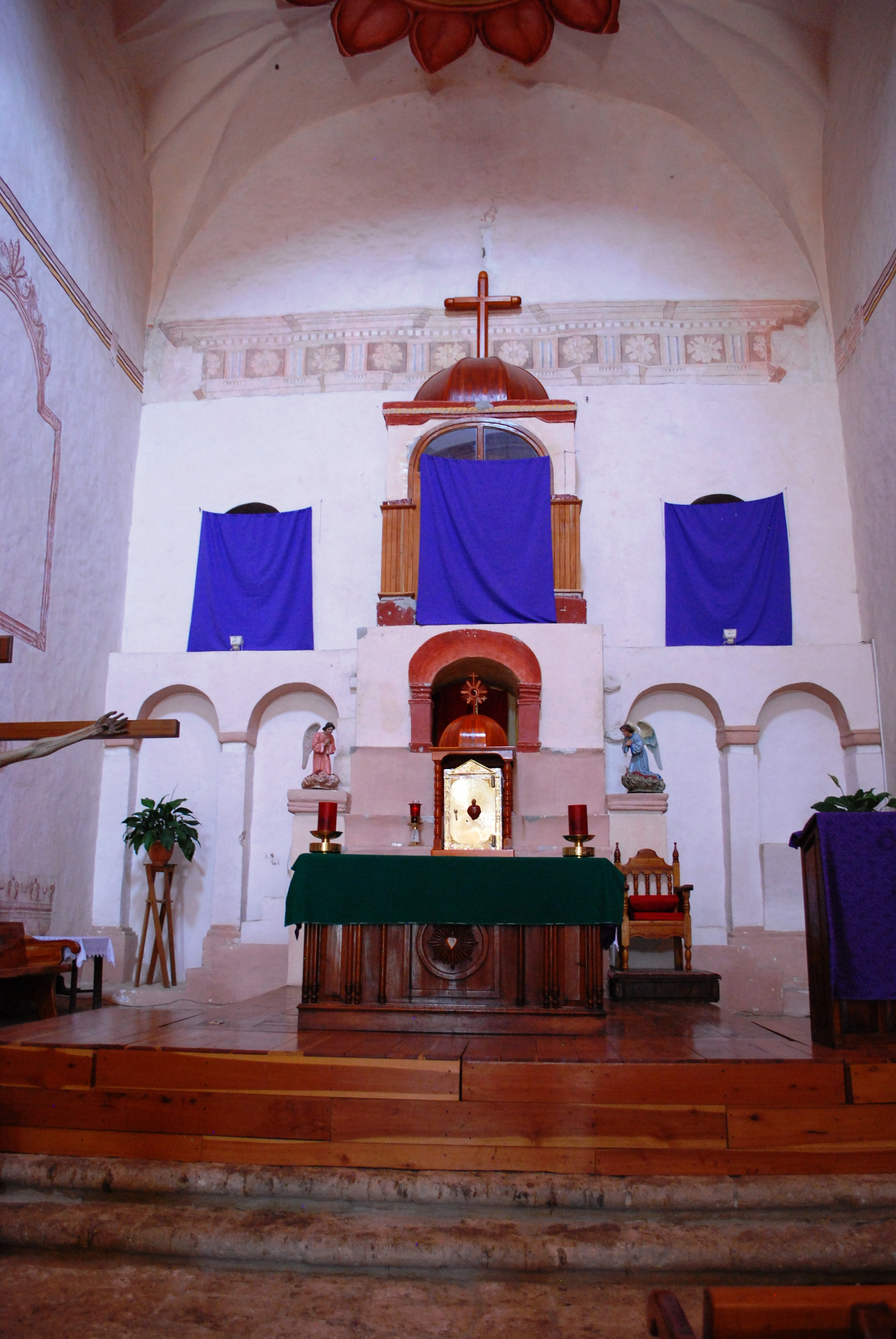
Altar principal.
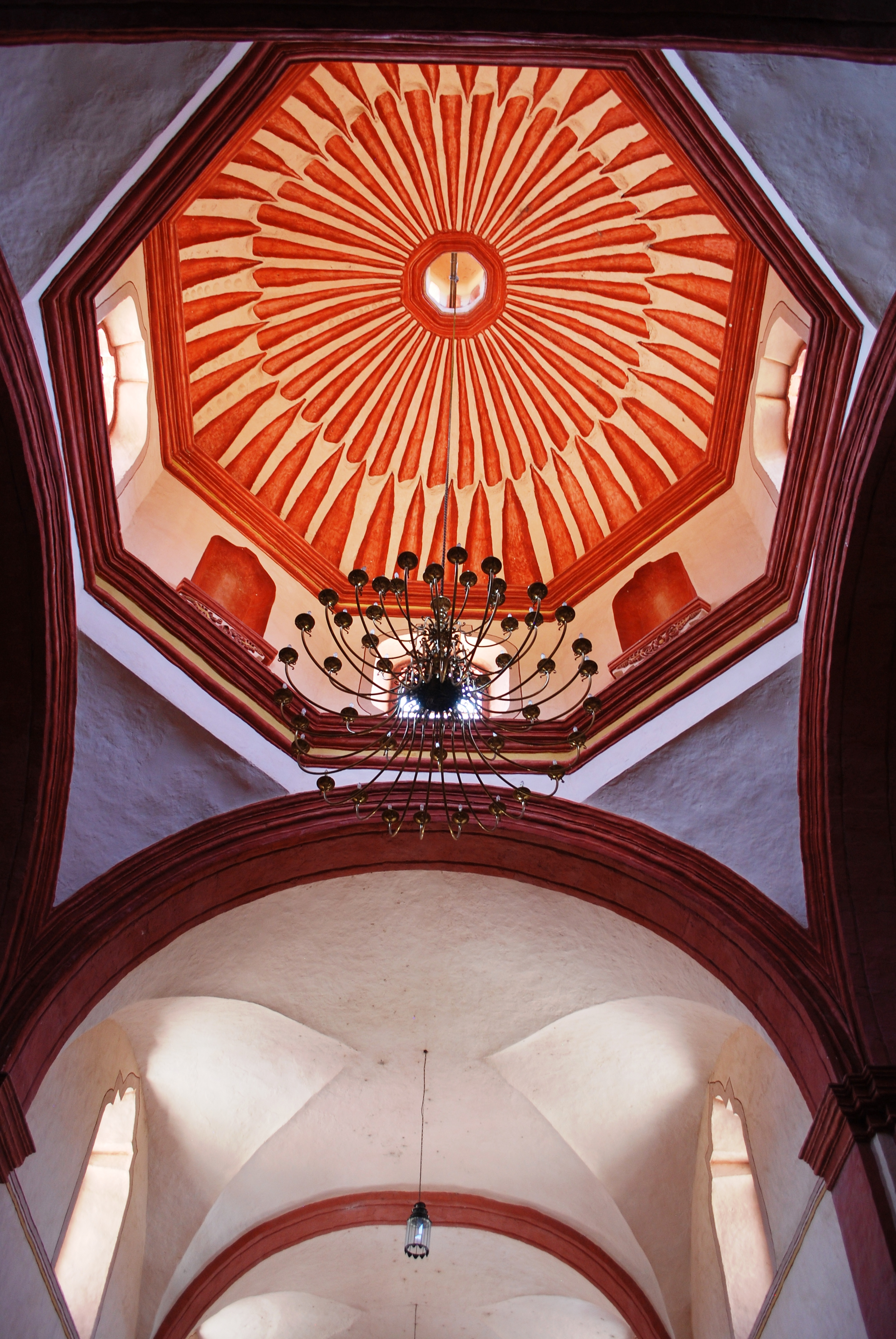
Cúpula principal, interior.

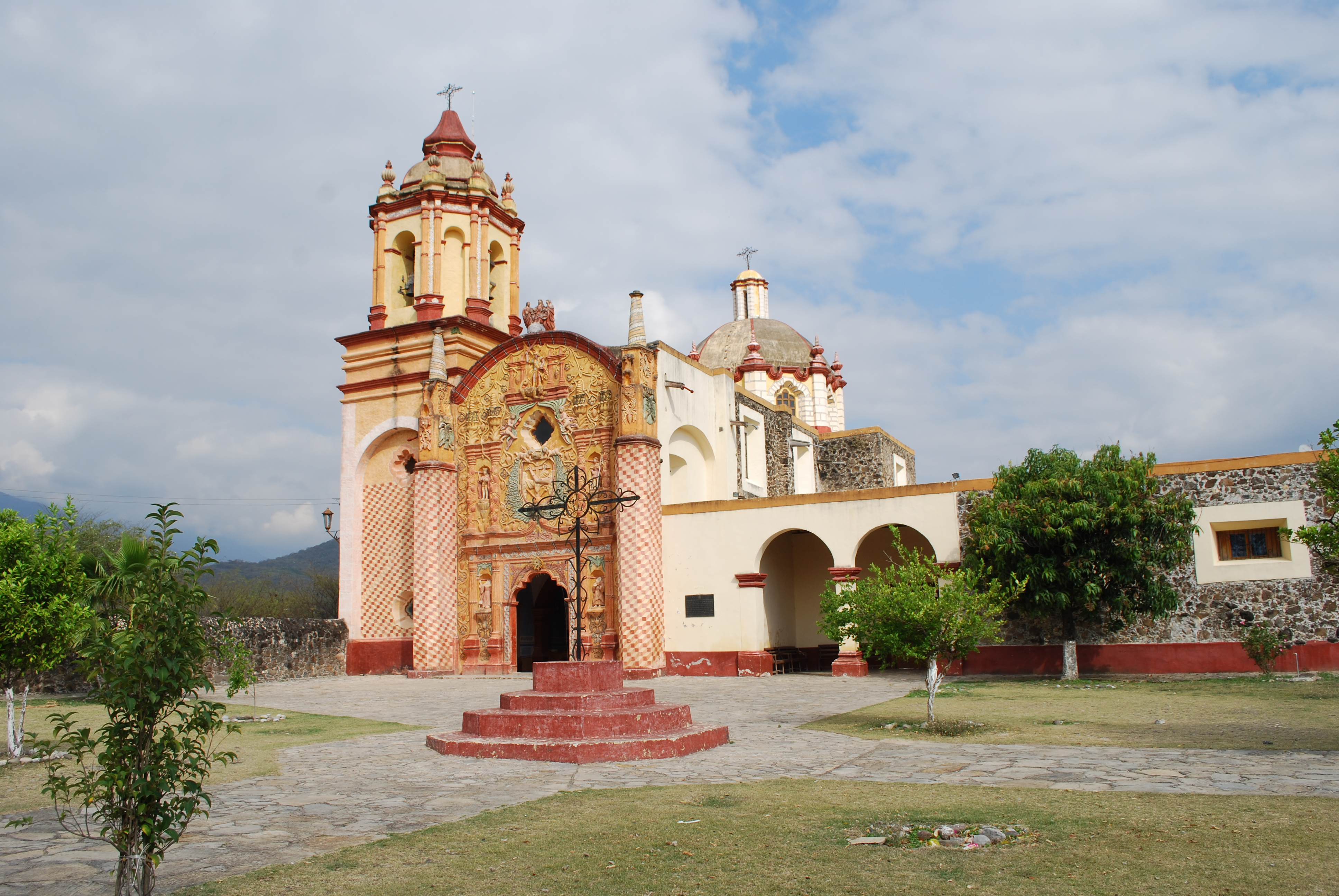
Misión de San Miguel Concá.

### Misión de San Miguel Concá
San Miguel Concá se encuentra a cuarenta kilómetros de Jalpan, en la carretera 69 a Río Verde. La iglesia está en el centro de la comunidad. Está orientada al sur y dedicada al Arcángel San Miguel. Es la más pequeña de las iglesias de las misiones y probablemente se concluyó en el año 1754, según una inscripción situada en el interior. Concá es una palabra pame que significa "conmigo". La decoración cuenta con grandes flores, follaje y las figuras gruesas en estilo indígena. Se distingue por una imagen de la Santísima Trinidad en la cima junto con un conejo (un símbolo pame) y el águila de dos cabezas.

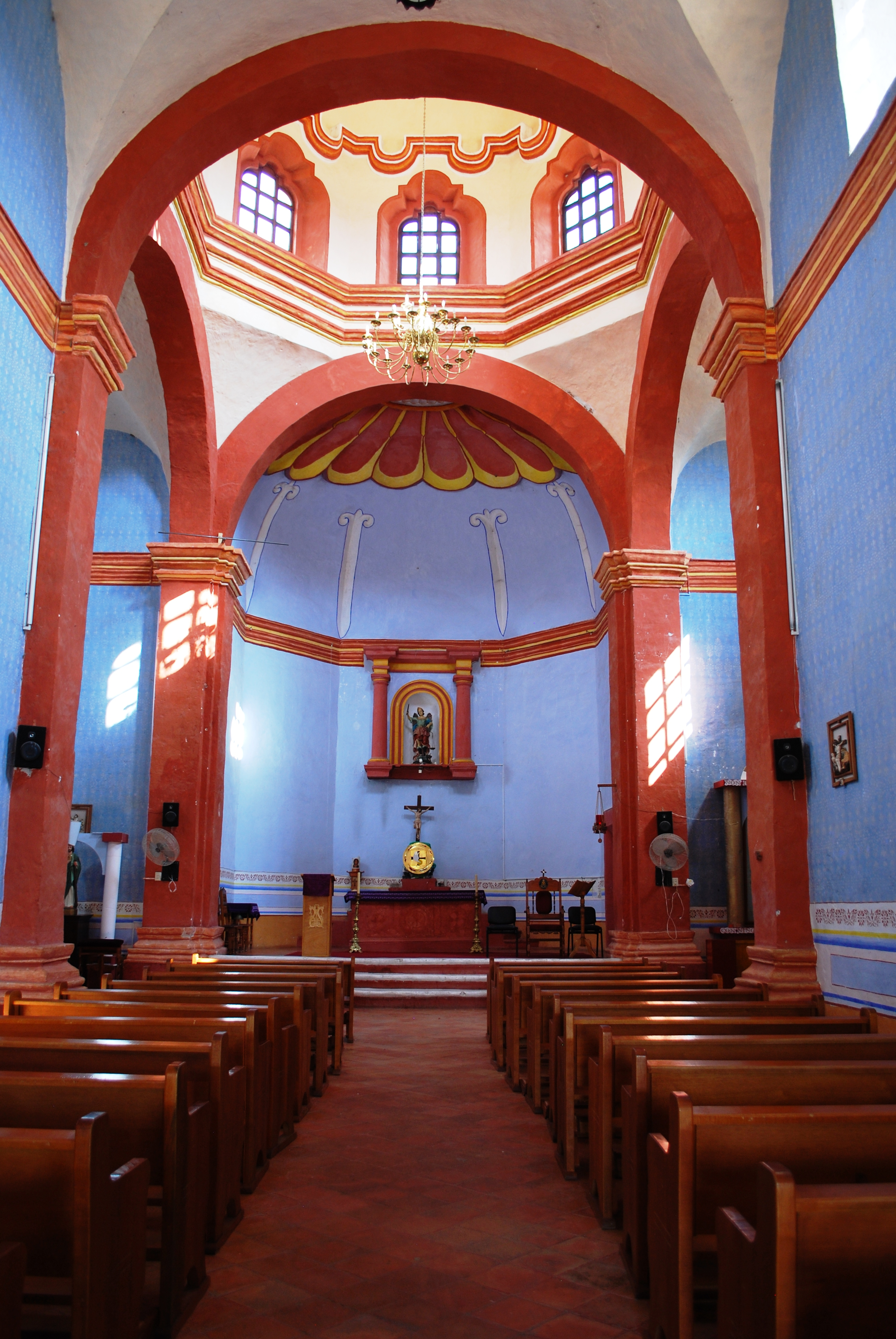
Interior de la misión.
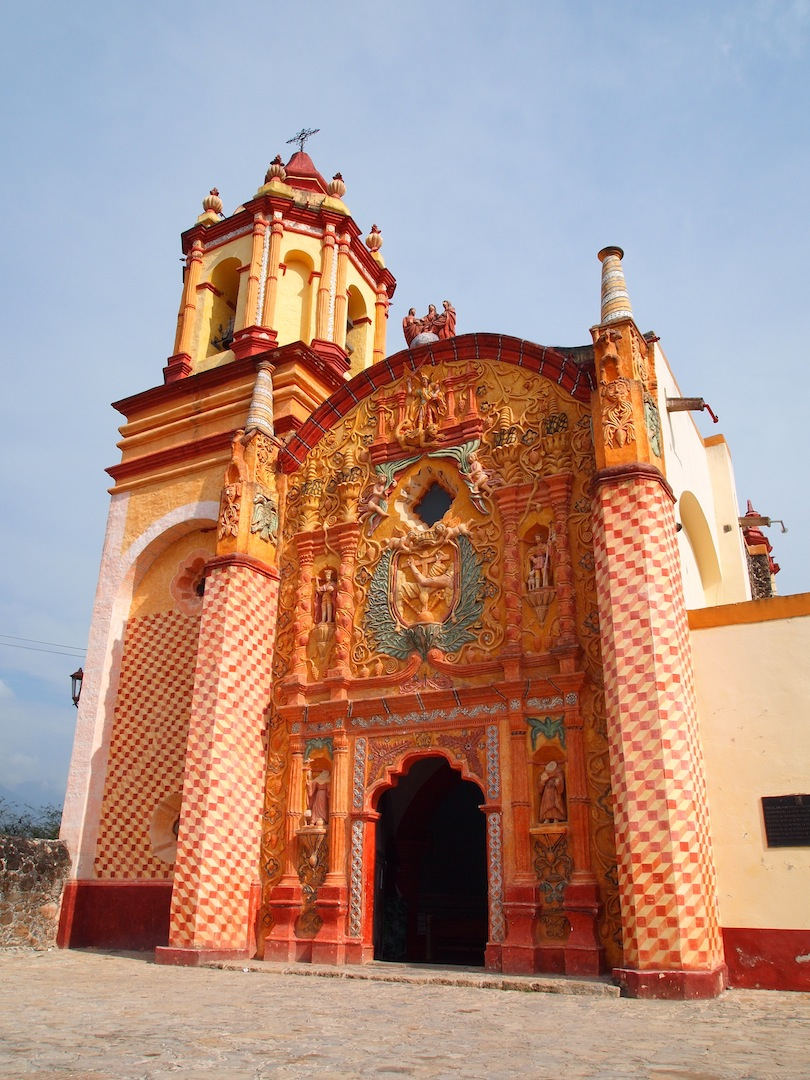
Fachada principal.
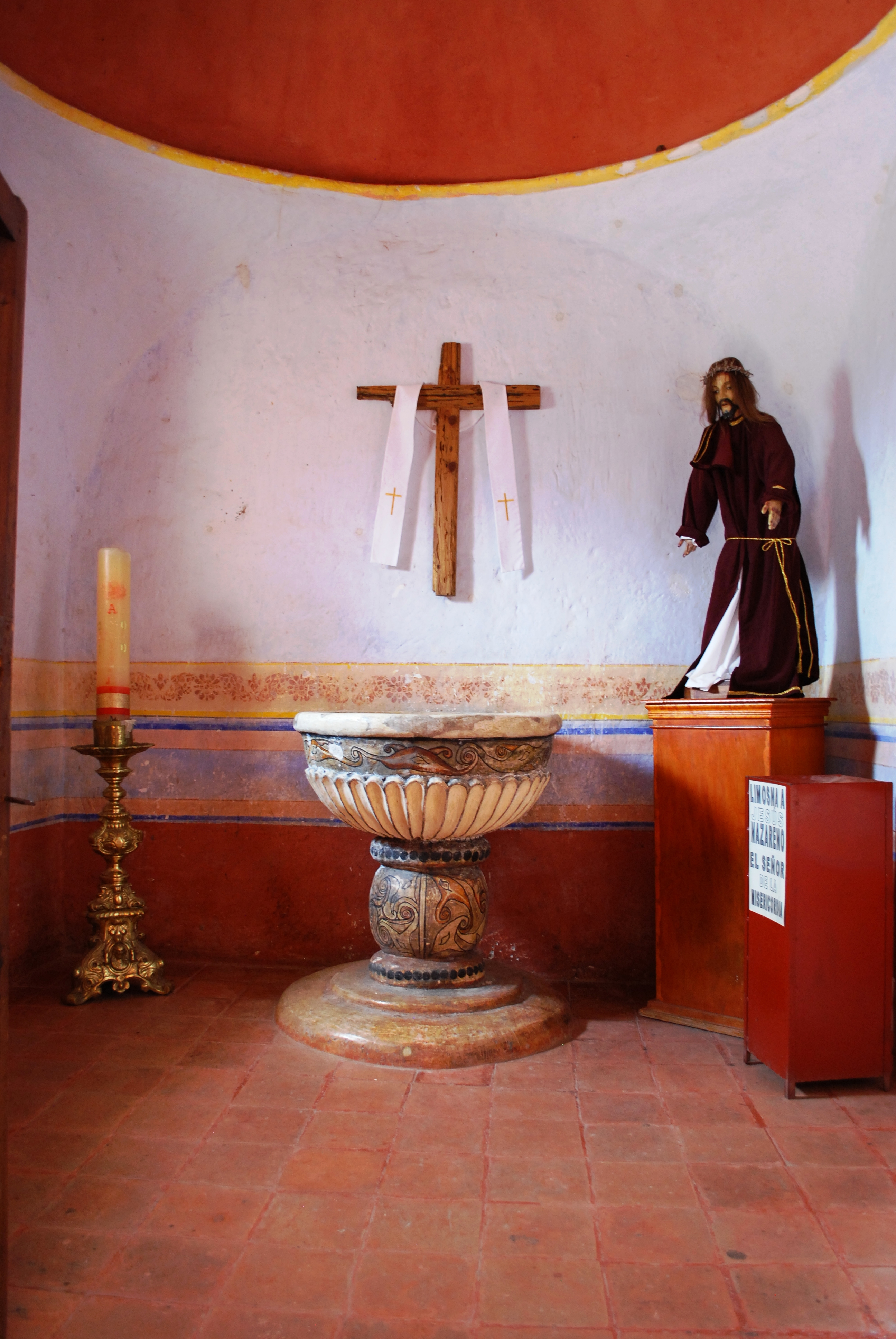
Baptisterio.
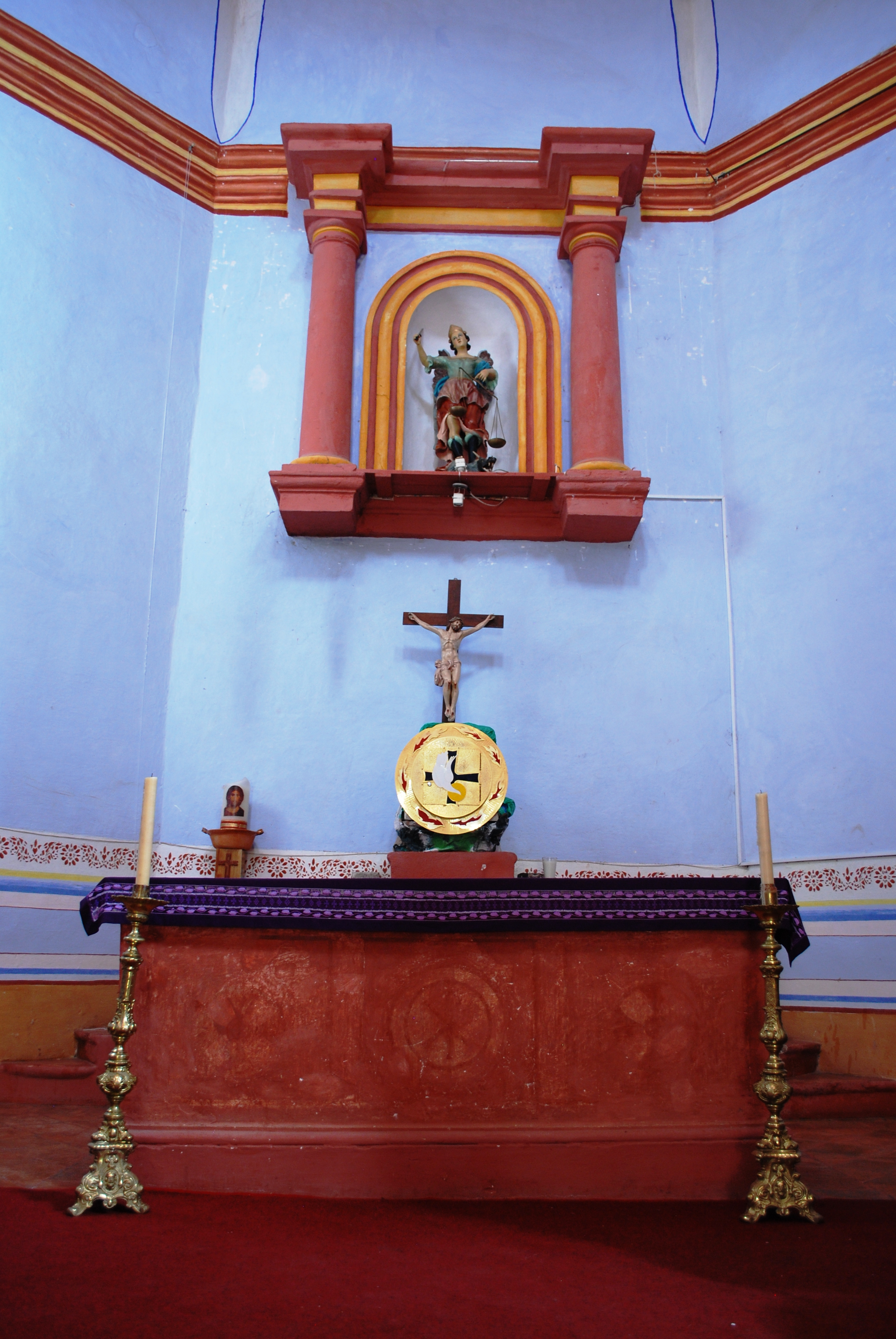
Altar principal.
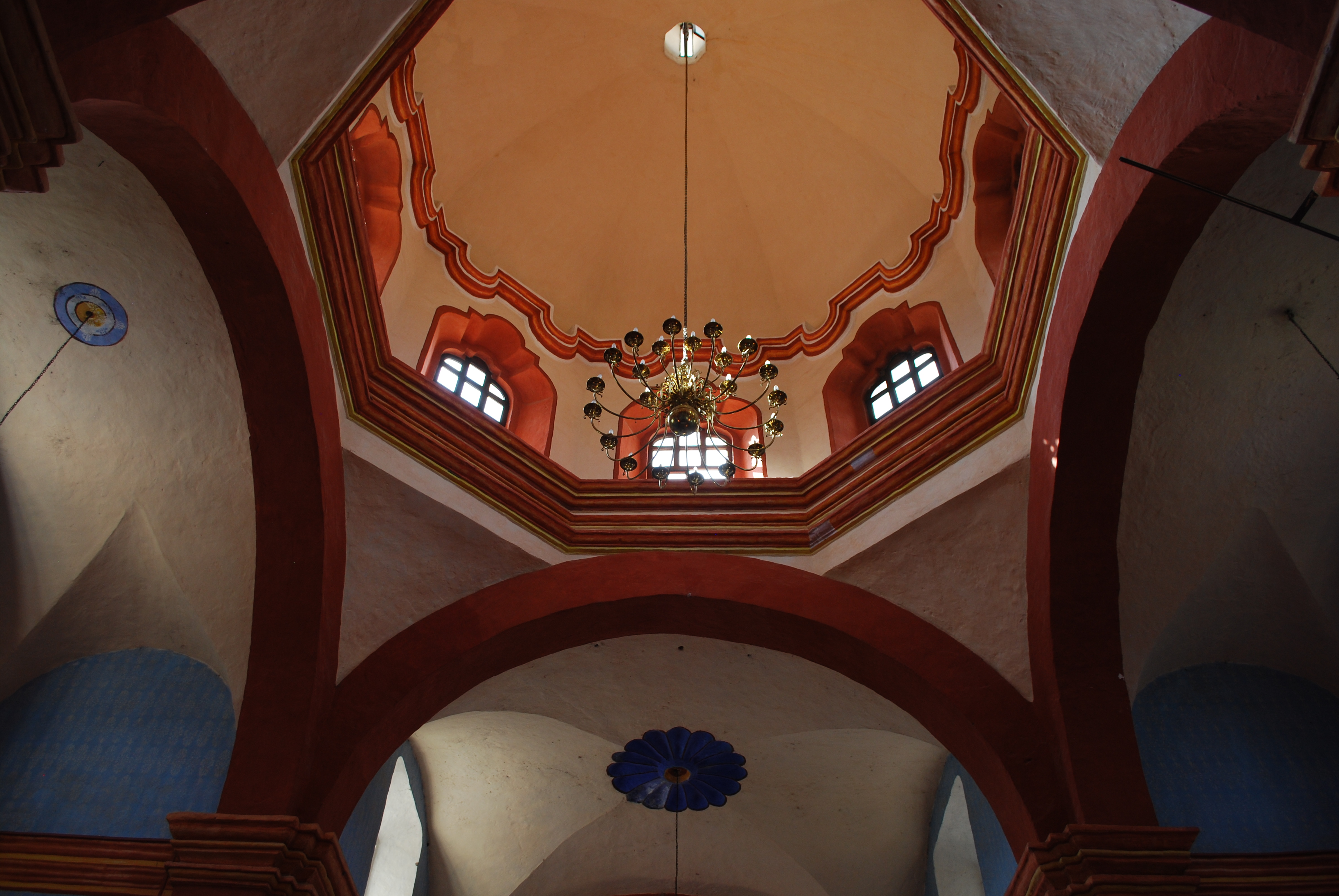
Cúpula principal, interior.

## Localización
| Santiago de Jalpan Agua de Landa Valle de Tilaco Luz de Tancoyol San Miguel Concá \| Código[nota 1] \| Nombre \| Municipio \| Coordenadas \| Área proteg. \| \| -------------- \| ----------------------------------------------------------------- \| ------------------ \| ------------------------------------------------- \| ------------- \| \| 1079-001 \| Misión de Santiago de Jalpan \| Jalpan de Serra \| 21°12′15.8″N 99°27′50.8″O / 21.204389, -99.464111 \| 21,85 ha. \| \| 1079-002 \| Misión de Santa María de la Purísima Concepción del Agua de Landa \| Landa de Matamoros \| 21°10′9.2″N 99°18′39.0″O / 21.169222, -99.310833 \| 31,700001 ha. \| \| 1079-003 \| Misión de San Francisco de Asís del Valle de Tilaco \| Landa de Matamoros \| 21°09′40.3″N 99°11′33.5″O / 21.161194, -99.192639 \| 25,27 ha. \| \| 1079-004 \| Misión de Nuestra Señora de la Luz de Tancoyol \| Jalpan de Serra \| 21°24′01.5″N 99°19′40.9″O / 21.400417, -99.328028 \| 13,54 ha. \| \| 1079-005 \| Misión de San Miguel Concá \| Arroyo Seco \| 21°26′40.9″N 99°38′13.0″O / 21.444694, -99.636944 \| 11,37 ha. \| 1. |                                                                   |                    |                                                   |               |
| Código | Nombre                                                            | Municipio          | Coordenadas                                       | Área proteg.  |
| 1079-001 | Misión de Santiago de Jalpan                                      | Jalpan de Serra    | 21°12′15.8″N 99°27′50.8″O / 21.204389, -99.464111 | 21,85 ha.     |
| 1079-002 | Misión de Santa María de la Purísima Concepción del Agua de Landa | Landa de Matamoros | 21°10′9.2″N 99°18′39.0″O / 21.169222, -99.310833  | 31,700001 ha. |
| 1079-003 | Misión de San Francisco de Asís del Valle de Tilaco               | Landa de Matamoros | 21°09′40.3″N 99°11′33.5″O / 21.161194, -99.192639 | 25,27 ha.     |
| 1079-004 | Misión de Nuestra Señora de la Luz de Tancoyol                    | Jalpan de Serra    | 21°24′01.5″N 99°19′40.9″O / 21.400417, -99.328028 | 13,54 ha.     |
| 1079-005 | Misión de San Miguel Concá                                        | Arroyo Seco        | 21°26′40.9″N 99°38′13.0″O / 21.444694, -99.636944 | 11,37 ha.     |